# Liste der Straßen und Plätze in Berlin-Adlershof

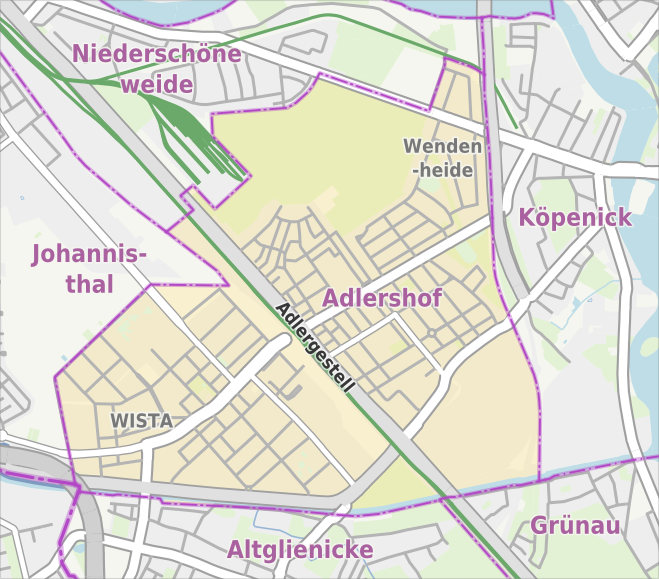
Übersichtskarte von Berlin-Adlershof

Die Liste der Straßen und Plätze in Berlin-Adlershof beschreibt das Straßensystem im Berliner Ortsteil Adlershof mit den entsprechenden historischen Bezügen. Gleichzeitig ist diese Liste ein Teil des Gesamtprojektes Berliner Straßen und Plätze.

## Überblick
Adlershof hat 22.186 Einwohner (Stand: 31. Dezember 2023) und umfasst die Postleitzahlenbereiche 12439 und 12489.
„Adlershoff“ wurde 1753/1754 im Zuge der friderizianischen Siedlungspolitik gegründet. Im Januar 1753 erhielt der Oberamtmann Puhlmann das Recht auf die am Adlergestell bestehende Maulbeerplantage, und am 8. Dezember 1753 wurde eine Kabinettsorder zur Bebauung des Adlergestells erlassen. Auf vorher Köpenicker Terrain wurde ein Erbzinsgut mit Kolonie angelegt. Dort befanden sich auch die ersten Straßen und seit 1837 der Gutsbezirk Adlershof-Süßer Grund und seit 1879 die Gemeinde Adlershof.
Der Ortsteil ist in seinen Straßen deutlich in den nordöstlichen Bereich mit Wohngebäuden im alten Adlershof unterteilt. Hierzu gehört im Westen in Richtung Niederschöneweide das Kleinhaus-Siedlungsgebiet sowie die Wendenheidesiedlung im Norden. Um die Volkswohl- und Genossenschaftsstraße und Eigenheimstraße sollten wegen der Wohnungsnot im Ersten Weltkrieg Wohnhäuser durch die Gemeinde Adlershof gebaut werden. Der Bau wurde 1919 begonnen und stoppte mit der Eingemeindung nach Berlin 1920. Der Weiterbau erfolgte 1932 durch die Gagfah, so ergaben sich Änderungen in den Trassen.
Südlich vom Adlergestell liegen Universitäts-, Gewerbe- und Behördengebäude. Bedingt durch vorherige Nutzungen wurde das Entwicklungsgebiet Johannisthal-Adlershof neu trassiert: in das WISTA-Gelände nördlich der Rudower Chaussee und den Wissenschaftsstandort und die Medienstadt südlich davon. Die neueren Benennungen von Straßen erfolgten mit der nach der Wende beginnenden Umgestaltung im Bereich des Wissenschaftsstandortes zwischen Adlershof und Johannisthal. Die zwischen Gewerbeflächen liegenden Verkehrswege sind meist als Privatstraßen der Entwicklungsgesellschaft gestaltet. Die Ortsteilgrenze und damit die Straßenlagen wurden in diesem Bereich angepasst.

### Ortsteillagen und Hauptstraßen
Der Ortsteil wird – im Norden beginnend – im Uhrzeigersinn folgendermaßen begrenzt: Oberspreestraße, Ostritzer Straße, Bahntrasse der S47, Trasse des Berliner Außenrings, Südufer des Teltowkanals, Hermann-Dörner-Allee, Georg-Schendel-Straße, Bahndamm der Görlitzer Bahn, Adlergestell, Gebiet der Hauptwerkstatt Berlin-Schöneweide, Westseite der Köllnischen Heide.
Das Adlergestell als Teil der Bundesstraße 96a und eine der wichtigsten Ein- und Ausfallstraßen Berlins teilt zusammen mit der parallel verlaufenden Bahntrasse der Görlitzer Bahn Adlershof in zwei Teile:
- alter Ortsteil Adlershof nordöstlich der Bahntrasse
- neuer Ortsteil Adlershof mit dem Wissenschafts- und Wirtschaftsstandort Adlershof (WISTA).

Im alten Ortsteil ist die Dörpfeldstraße gleichzeitig das historische Zentrum von Adlershof als Einkaufsstraße mit Marktplatz. Der zweite bedeutende Verkehrsweg ist der Glienicker Weg als Verbindung zum Ortsteil Köpenick.
Die Rudower Straße, als Dörferverbindung bereits frühzeitig angelegt, erschließt den neuen Ortsteil als Rudower Chaussee und stellt über ein Teilstück der Wegedornstraße die Verbindung zum Ernst-Ruska-Ufer her. Das Ernst-Ruska-Ufer führt von der Anschlussstelle Adlershof der A 113 am Teltowkanal entlang zur Köpenicker Straße, die wiederum in den Glienicker Weg übergeht. Im Ortsteil gehören Adlergestell, Ernst-Ruska-Ufer, Glienicker Weg, 520 Meter der Köpenicker Straße und Oberspreestraße zu den übergeordneten Straßenverbindungen des Berliner Straßennetzes. Zwischen diesem Straßensystem verbinden Am Studio, Groß-Berliner Damm, Hermann-Dorner-Allee, Köpenicker Straße (Teilstück nach Altglienicke), Rudower Chaussee und Wegedornstraße als örtliche Hauptstraßen (Kategorie III). Als Erschließungsstraßen zu den Wohnquartieren im Ortsteil nördlich des Adlergestells wurden Anna-Seghers-, Dörpfeld-, Nipkow-, Radicke- und Wassermannstraße, sowie im neuen Wirtschafts- und Gewerbegebiet Karl-Ziegler- und Max-Born-Straße als Hauptstraßen aufgenommen.
Die neugeschaffene Verlängerung des Groß-Berliner Damms verbindet Adlershof mit Johannisthal und Niederschöneweide. In den Straßenneubau des neuerschlossenen Gebietes des Wissenschafts- und Technologieparks investierte das Land Berlin 23 Millionen Euro (Erschließung von Gewerbeflächen, Neubau von Trinkwasserleitungen, Regenwasser- und Schmutzwasserkanalisation).
Die Straßen von Adlershof in den Ortslagen unterscheiden sich durch Alter und Zustand entsprechend der vergangenen Nutzung. Der Wohnort liegt im Nordosten des Adlergestells, er wird durch die Dörpfeldstraße in Adlershof-Nord vorwiegend mit Siedlungsstraßen und Adlershof Süd geteilt, hier liegen die ältesten (um 1880) angelegten Straßen. Im Südosten des Adlergestells liegt das neue Adlershofer Gewerbe- und auch Wohngebiet WISTA. Hier, jedoch auch im Osten der Ortslage, entstand die Industrialisierung des Ortes, vor allem der Flugplatz nördlich der Rudower Chaussee, in der DDR für das Wachregiment „Feliks Dzierzynski“ genutzt, mit nachgenutzten Kasernen. Südlich der Rudower Chaussee befand sich in dieser Zeit Akademiegelände, von Ausgründungsunternehmen wurden die bestehenden Straßenläufe benannt und ein Teil der verbliebenen (nun) sanierten Gebäude genutzt. Auf dem Geländestreifen des vormaligen Geländes vom Fernsehstudio Adlershof zwischen Bahnstrecke „links vom Bahnhof“ und der Straße Am Studio (vormals Agastraße) entsteht die „Medienstadt“ mit (strukturbedingt) höchstens 300 Meter langen Zufahrtsstraßen.

### Straßennamen
Die ersten Straßen wurden nach der Umgestaltung des Gutsbezirks zur Gemeinde um 1880 angelegt und benannt. Im historischen Ortsteil Adlershof beziehen sich die ältesten Straßennamen auf lokale Grundeigentümer und Persönlichkeiten des Kaiserreichs. In den 1920er Jahren entstanden im Zusammenhang mit genossenschaftlichen Bauten Straßen, die im Kontext mit Gemeinsinn stehen, wie die Genossenschaftsstraße und die Siedlung vor der Köllnischen Heide. Ab 1930 erhielten Straßen Bezeichnungen nach Orten in Niederschlesien sowie Orten von Schlachten des Ersten Weltkriegs. Im Mai 1951 wurden viele Straßen mit monarchistischem, militaristischem und nationalsozialistischem Hintergrund nach Widerstandskämpfern oder historischen Personen des Bauernkriegs umbenannt. Einige Umbenennungen hatten die Ursache in der durch die Bildung Groß-Berlins entstandenen Mehrdeutigkeiten der Straßennamen, wobei die Namen der vormaligen Vororte zunächst geändert wurden.
Eine der ältesten (von Rittmeister Oppen nach seinen Schwiegereltern, den Brennereibesitzern benannte) Radickestraße wurde 1960 nach dem in Adlershof lebenden Schriftsteller und KPD-Mitglied Peter-Kast-Straße benannt. Nach der politischen Wende erhielt diese 1992 als einzige ihren ursprünglichen Namen zurück. Im neuen Wirtschaftsstandort Adlershof wurden die Straßen nach Naturwissenschaftlern und lokalen Widerstandskämpfern bezeichnet. Das Entwicklungsgebiet WISTA an der Rudower Chaussee wurde durch die Ansiedlung von Industrie, Wissenschaft (Standort der Humboldt-Universität) und Medien erweitert, notwendigerweise entstanden weitere und neue Straßen.

## Übersicht der Straßen und Plätze
Die nachfolgende Tabelle gibt eine Übersicht über die vorhandenen Straßen und Plätze im Ortsteil sowie einige dazugehörige Informationen.
- Name/Lage: aktuelle Bezeichnung der Straße oder des Platzes. Über den Link Lage kann die Straße oder der Platz auf verschiedenen Kartendiensten angezeigt werden. Die Geoposition gibt die Lage der ungefähren Mitte der Straßenlänge an.
- Im amtlichen Straßenverzeichnis nicht aufgeführte Verkehrswege sind mit * gekennzeichnet.
- Ehemalige oder nicht mehr gültige Straßennamen sind kursiv gesetzt. Für bedeutende ehemalige Straßen oder historische Straßennamen ist gegebenenfalls eine gesonderte Liste vorhanden.
- Länge/Maße in Metern:
Die in der Übersicht enthaltenen Längenangaben sind  gerundete Übersichtswerte, die in Google Earth mit dem dortigen Maßstab ermittelt wurden. Sie dienen Vergleichszwecken und werden, sofern amtliche Werte bekannt sind, ausgetauscht und gesondert gekennzeichnet.
Bei Plätzen sind die Maße in der Form a × b für rechteckige Anlagen und für (ungefähr) dreieckige Anlagen als a × b × c mit a als längster Seite angegeben.
Sofern die Straße auch in benachbarte Ortsteile weiterführt, gibt der Zusatz ‚im Ortsteil‘ an, wie lang der Straßenabschnitt innerhalb des Ortsteils dieses Artikels ist.
- Namensherkunft: Ursprung oder Bezug des Namens.
- Anmerkungen: weitere Informationen über anliegende Baudenkmale oder Institutionen, die Geschichte der Straße und historische Bezeichnungen.
- Bild: Foto der Straße oder eines anliegenden Objektes.

| Name/Lage                               | Länge/Maße (in Metern) | Namensherkunft | Datum der Benennung        | Anmerkungen | Bild |
| --------------------------------------- | ---------------------- | --- | -------------------------- | --- | --- |
| Abram-Joffe-Straße (Lage)               | 0410                   | Abram Joffe (1880–1960), russisch-sowjetischer Physiker                                                                  | 16. Jan. 2002              | Die Privatstraße liegt im Wissenschaftsstandort Adlershof. Das Straßenschild wurde bereits am 24. Juni 2001 enthüllt. Sie führt von der Max-Born-Straße zum Groß-Berliner Damm. Hier steht das Lise-Meitner-Haus des Instituts für Physik und das Walther-Nernst-Haus der Humboldt-Universität. An der Nordseite der Straße zur Nordostecke des bis Mitte der 2010er Jahre nicht durch Gewerbebauten genutzten WISTA-Geländes nahe zum Landschaftspark sind Wohnbauten vorgesehen. | Abram-Joffe-Straße · Wohnbauten an der Katharina-Boll-Dornberger-Straße                                                |
| Abtstraße (Lage)                        | 0150                   | Franz Abt (1819–1885), Komponist                                                                                         | um 1910                    | Sie liegt zwischen Adlergestell oder vielmehr dem Platz der Befreiung und der Anna-Seghers-Straße. Die Wohnhäuser auf den Grundstücken 1–9 (ungerade) liegen an der Nordseite, 2–8 (gerade) an der Südseite. Die Wohnhäuser an der Ecke Anna-Seghers-Straße gehören zu dieser. Einige Wohnbauten sind in der Berliner Denkmalliste verzeichnet. Im Adressbuch 1922 ist die Lage mit Adlergestell/ Süßer Grund/ Moltkestraße/ Adlergestell angegeben mit einem Wohnhaus auf Grundstück 1 (18 Bewohner) und Baustellen. | Abtstraße |
| Adlergestell (Lage)                     | 2070 (im Ortsteil)     | Gestell, Schneisenweg der Forstwirtschaft                                                                                | um 1700                    | Das Adlergestell gehört mit 12,1 Kilometern zu den längsten Straßen Berlins, dabei sind im Ortsteil 2070 Meter Teil der B 96a. Es liegt mit den Grundstücken 73–786 in den Ortsteilen Niederschöneweide, Adlershof, Grünau, Schmöckwitz. Das Teilstück des Adlergestells zwischen Schappachstraße und Alt-Schmöckwitz wurde 1958 durch Magistratsbeschluss in das Adlergestell einbezogen. Zum Ortsteil gehören die Grundstücke 147–363 (ungerade, nicht durchgehend alle Zahlen) an der Nordostseite. An der Gegenseite verläuft meist die Bahnstrecke, ausgenommen Am Adlergestell 250, 254 nordwestlich der Ecke Rudower Chaussee, vor dem S-Bahnhof. Im Haus Nummer 253 lebte von 1950 bis 1969 der Komponist Rudolf Wagner-Régeny. Die blockhafte Wohnbebauung zwischen Adlergestell 233–255 und angrenzenden Straßen entstand zwischen 1926 und 1930 nach Plänen von Willy Mühlau und galt ab den 1980er Jahren als Baudenkmal. Das Gleiche betrifft die Wohngebäude Adlergestell 267/267a und 269/269a, deren Entwürfe von Ludwig Hilbersheimer stammen und 1927 fertiggestellt waren. Der Weg des preußischen Königs zum Jagdschloss Königs Wusterhausen soll von auf Pfeilern sitzenden Adlern gesäumt gewesen sein. | Bahnhof Adlershof · Wohnanlage von Franz Vogt                                                                          |
| Albert-Einstein-Straße (Lage)           | 0880                   | Albert Einstein (1879–1955), Physiker und Nobelpreisträger                                                               | 26. Aug. 1998              | Der erste Name war Einsteinstraße. Sie liegt im Wissenschaftsgebiet Adlershof und verläuft vom Ernst-Ruska-Ufer zur Straße Am Studio. Am 1. Dezember 2003 wurde sie dem öffentlichen Verkehr übergeben. Hier befindet sich der Elektronenspeicherring BESSY II. Im Haus Nummer 9 hat das Leibniz-Institut für Analytische Wissenschaften, Abteilung Berlin, seinen Sitz. | Albert-Einstein-Straße                                                                                                 |
| Alexander-von-Humboldt-Weg (Lage)       | 0470                   | Alexander von Humboldt (1769–1859), Naturforscher und Entdecker                                                          | 11. Feb. 2002              | Die Straße liegt auf dem WISTA-Gelände zwischen Hermann-Dorner-Allee und Abram-Joffe-Straße. 170 Meter sind als Gemeindestraße im Berliner Straßenverzeichnis ausgewiesen. Weitere 300 Meter sind in der RBS-Klasse als Straße aber nach OKSTRA-Kategorie als „N“ markiert und führen durch Grünfläche mit Solarfeldern. 110 Meter der Straße (RBS: STRA) sind der OKSTRA-Klasse N zugeordnet. | Alexander-von-Humboldt-Weg                                                                                             |
| Altheider Straße (Lage)                 | 0300                   | Bad Altheide, Stadt in der Provinz Niederschlesien, seit 1945 Polanica-Zdrój in Polen                                    | 20. März 1929              | Die Straße wurde 1889 als Verlängerte Feldherrnstraße von der Feldherrnstraße zum Adlergestell parallel zur Dörpfeldstraße (damals Bismarckstraße) eingerichtet. Sie verbindet das Adlergestell mit der Florian-Geyer-Straße. In dieser Straße wohnte einige Jahre die Schriftstellerin Berta Waterstradt. 1922 besteht die Verlängerte Feldherrnstraße. Zum Zeitpunkt der Umbenennung 1929 besteht zwischen Adlergestell und Thelenstraße das Wohnhaus 1/5, gefolgt von den Mehrfamilienhäusern 15–31 über die Moltkestraße hinweg auf der linken Seite, auf der rechten Seite 2–32 (gerade). Baustellen sind rechts 16–28 und links 7–13, die Grundstücke 1–25 (ungerade) und 2–4 sind im Eigentum von Generaldirektor F. Bodenstaedt. | Altheider Straße |
| Am Adlergestell (Lage)                  | 0100                   | bezogen auf die Lage zum Adlergestell                                                                                    | nach 1932                  | Die fünf Meter breite Stichstraße zweigt vom Adlergestell ab und erschließt ein Wohngebiet mit den 29 Wohnhäusern Adlergestell 225a–231c (ungerade). Die westlichen Grundstücke liegen mit Vorgarten an der Fahrstraße, die östlichen indirekt über einen Fußweg. Vor 1922 wurde die Straße als Erntedamm eingerichtet. Im Adressbuch 1922 ist unter letzteren Namen eine unbebaute Straße von der Volkswohlstraße abgehend abgeführt. Am Nordende besteht an der Stichstraße ein Wendehammer, die Verbindung zur Anna-Seghers-Straße wird durch deren Grundstück 72–78 verhindert. | Am Adlergestell |
| Am Studio (Lage)                        | 0980                   | Medienstandort Adlershof, historisch begonnen mit dem Studio Adlershof des Deutschen Fernsehfunks (DFF)                  | 1. Sep. 2005               | Die Straße wurde in den 1960er Jahren als Agastraße zwischen dem Gelände des Staatlichen Rundfunkkomitees (Fernsehzentrum der DDR) und dem Heinrich-Hertz-Institut (Akademie der Wissenschaften der DDR) angelegt. Mit der Änderung der Fernsehstruktur erfolgt 2005 die Namensänderung. Die Straße liegt zwischen der Rudower Chaussee und der Köpenicker Straße. An der Nordseite befinden sich mehrere Studio-Gebäude. Der Standort der Firma Solon SE wurde im Jahr 2014 geschlossen. | ehemaliges Verwaltungsgebäude der Solon SE · Turm des DFF                                                              |
| Anna-Seghers-Straße (Lage)              | 1600                   | Anna Seghers (1900–1983), Schriftstellerin                                                                               | 31. Mai 1984               | Die Straße liegt zwischen Florian-Geyer-Straße (zwischen 44 und 46, vorbei an Vimystraße) und Otto-Franke-Straße. Zur Straße gehören die Grundstücke 27, 35, 43 und 51–161 (ungerade, Nordseite) und 56–150 (gerade). Der Abschnitt östlich der Silberbergstraße wurde 1889 als Moltkestraße angelegt und um 1920 nach West von der Volkswohlstraße ergänzt. Im Adressbuch 1930 ist die Moltkestraße in die Volkswohlstraße einbezogen. Die Schriftstellerin Anna Seghers wohnte von 1955 bis zu ihrem Tode 1983 in der Volkswohlstraße 81. Hier befindet sich nunmehr die Anna-Seghers-Gedenkstätte. Das Ensemble Anna-Seghers-Straße ist ein gelistetes Baudenkmal. Auf der Straße liegt ein Teilstück des Teltower Dörferwegs. | Anna-Seghersstraße 149 · Anna-Seghers-Gedenkstätte                                                                     |
| Arndtplatz (Lage)                       | 050 (Durchmesser)      | Ernst Moritz Arndt (1769–1860), Dichter, Verfasser patriotischer Schriften in den Befreiungskriegen                      | nach 1890                  | Der Arndtplatz bildet die Kreuzung von Arndtstraße und Büchnerweg. Der Arndtplatz ist im Berliner Straßenverzeichnis geführt, Grundstücke sind nicht zugeordnet. Im Adressbuch 1922 als unbebaut an der Arndtstraße notiert. | Arndtplatz |
| Arndtstraße (Lage)                      | 0410 + 70              | Ernst Moritz Arndt (1769–1860), Dichter, Verfasser patriotischer Schriften in den Befreiungskriegen                      | nach 1890                  | Sie liegt östlich von der Dörpfeldstraße zur Otto-Franke-Straße und wird vom Arndtplatz unterbrochen. Die Häuser Nr. 8, Nr. 12 sowie die Evangelische Verklärungskirche sind gelistete Baudenkmale. Zur Arndtstraße gehören die Grundstücke 1–51 (ungerade) und 2–54 (gerade) in der Zählung von der Dörpfeldstraße nach Südost. An der Arndtstraße 11/15 steht die Evangelische Kirche Adlershof. Hinter Grundstück 12/14 befindet sich die Christus-König-Kirche (Nipkowstraße). | Datei:Berlin-Adlershof Arndtstraße 12 Villa von Robert Buntzel.jpg                                                     |
| Auf dem Oktogon (Lage)                  | 0300                   | Das Flugfeld Johannisthal hatte die Form eines Oktogons – der Campus „Am Oktogon“ liegt auf der Flugplatzfläche          | 2002 Namensvergabe um 2002 | Der Fußweg führt durch das WISTA-Gelände und liegt zwischen Karl-Ziegler-Straße Ecke Wilhelm-Hoff-Straße und Hermann-Dorner-Allee Ecke Katharina-Boll-Dornberger-Straße. Die Trasse ist als Fußgängerpromenade vorgesehen. Der Campus ist ein Büro- und Hallenkomplex mit einer modernisierten Sheddachhalle, einem angrenzenden Bürotrakt sowie 13 Neubauten, die nach den Wünschen der Mieter errichtet wurden. Der Weg ist unter diesem Namen nicht im Berliner Straßenverzeichnis aufgenommen. Der Fußweg führt vom Gewerbekomplex an den Rand des Landschaftsparks. In der Nordostecke des bis Mitte der 2010er Jahre nicht durch Gewerbebauten genutzten WISTA-Geländes sind Wohnbauten vorgesehen. Der nördliche Abschnitt von Auf dem Oktogon bildet dabei die Projektgrenze, so dass nordwestlich auf Adlershofer Flur Grünfläche verbleibt. | Auf dem Oktogon |
| Bärdorfer Zeile (Lage)                  | 0410                   | Bärdorf, Ort in der Provinz Niederschlesien, seit 1945 Niedzwiedz, Woiwodschaft Dolnoslaskie in Polen                    | 17. Mai 1930               | Nach Bebauungsplan wurde die Straße 14 trassiert. Sie verbindet Bohrauer Pfad und Wünschelburger Gang. Im Adressbuch 1931 ist die Straße in dieser Lage auf der rechten Seite mit den Grundstücken 2–58 (gerade, Baustellen) und auf der Gegenseite mit 1–57 (ungerade) verzeichnet, bebaut sind 1931 bereits 17, 35, 27 und 43. | Bärdorfer Zeile |
| Barbara-McClintock-Straße (Lage)        | 0410                   | Barbara McClintock (1902–1992), US-amerikanische Botanikerin und Genetikerin                                             | 11. Sep. 2002              | Die Straße liegt auf dem WISTA-Gelände zwischen Hermann-Dorner-Allee und Johann-Hittorf-Straße. Die Grundstücke 6, 10 und 11 sind bislang (Stand 2015) mit Gewerbegebäuden bebaut, das Gebäude auf 11 gehört zum „Campus Am Oktogon“. | Barbara-McClintock-Straße                                                                                              |
| Bendemannstraße (Lage)                  | 0280                   | Friedrich Bendemann (1874–1923), Ingenieur und Konstrukteur                                                              | 11. Sep. 2002              | Die Straße verläuft von der North-Willys-Straße zur Wegedornstraße auf WISTA-Gelände. Südlich der Straße entlang befindet sich eine Pflanzenkläranlage. Die gegenüberliegende nördliche Straße zur Rudower Chaussee bleibt vorerst (Stand 2015) unbebaut, Grundstücke sind nicht benannt. Die Projektierung nach Bebauungsplan XV-58a erfolgte als Planstraße Süd 7. | Bendemannstraße |
| Bernstadter Weg (Lage)                  | 0460                   | Bernstadt, Stadt in der Provinz Niederschlesien, seit 1945 Bierutów in Polen                                             | 17. Mai 1930               | Der Bernstadter Weg wurde nach Bebauungsplan als Straße 11 trassiert und mit den umgebenden Straße 1930 benannt. Er liegt im Nordzipfel des Ortsteils (Siedlung Wendenheide) zwischen Oberspree- und der Ortsteilgrenze an der Ostritzer Straße. Zur Straße gehören ab Ortsteilgrenze zunächst nach Ost über die Friedlander Straße bis zum Eckgrundstück 27 an der Bahn und weiter nach Süden die Grundstücke 1–57 (ungerade) und 2–58 (gerade). An der Südseite vor der Friedlander Straße 2 und 4, östlich das Grundstück 12 sind bebaut (in der Zahlenfolge unterbrochen, ab 22 fortlaufend). | Berlin-Adlershof Bernstadter Weg                                                                                       |
| Berta-Waterstradt-Straße (Lage)         | 0130                   | Berta Waterstradt (1907–1990), Hörspiel- und Filmautorin                                                                 | 1. Juni 1995               | Der erste Name nach Bebauungsplan war Straße 50. Die kurze Erschließungsstraße geht von der Nipkowstraße ab. Die Namenswahl geht auf die Erhöhung des Frauenanteils an den Straßennamen zurück, Berta Waterstadt hat längere Zeit in Adlershof (Altheider Straße) gelebt und ist 1990 verstorben, die Grabstätte befindet sich auf dem Jüdischen Friedhof in Berlin-Weißensee. | Berlin-Adlershof Bernstadter Weg                                                                                       |
| Birkenweg (Lage)                        | 0650 (im Ortsteil)     | Birken, Baumgattung | 19. Jahrhundert            | Der ehemalige Sportplatz Birkenwäldchen in der Köllnischen Heide hat die Adresse Birkenweg 1. Der Weg durch die Heide verläuft zwischen der Hartriegelstraße in Niederschöneweide und dem Friedhof Adlershof. Auf dem Weg durch die Köllnische Heide an die Straße Zur Holzoper liegt ein Teilstück des Teltower Dörferwegs. Neben drei Birkenstraßen und einer Birkenallee im Bezirk Treptow-Köpenick existiert im Ortsteil Bohnsdorf ein weiterer Birkenweg. Der Birkenweg ist mit 190 Metern als Fußweg im Straßenverzeichnis unter 49009 aufgenommen. Der Birkenweg ist ein alter Weg durch die Köllnische Heide von der Waldstraße nach Schöneweide. | Berlin-Adlershof Birkenweg                                                                                             |
| Bohrauer Pfad (Lage)                    | 0270                   | Markt Bohrau, Dorf in der Provinz Niederschlesien, seit 1945 Borów in Polen                                              | 17. Mai 1930               | Die Erschließungsstraße in der „Wohnsiedlung Wendenheide“ (im Norden des Ortsteils) entstand als Straße 13. Sie liegt parallel zur Oberspreestraße zwischen Friedlander Straße zum Freystadter Weg. Nach dem Adressbuch von 1931 sind die Grundstücke 1–31 (ungerade, Nordseite) außer drei Baustellen mit Einfamilienhäusern bebaut. Auf der Gegenseite 2–30 (gerade) ist erst Nummer 20 bebaut und bewohnt. Die umgebenden Straßen der Siedlung sind nach Örtlichkeiten Niederschlesiens benannt. | Bohrauer Pfad |
| Boveristraße (Lage)                     | 0130                   | Theodor Boveri (1862–1915), Zoologe und Anatom                                                                           | 1. Jan. 1998               | Die Privatstraße hieß vor ihrer amtlichen Benennung Schwarzschildstraße. Sie liegt im WISTA (im Gelände der HUB-Gebäude) und verläuft zwischen Brook-Taylor-Straße und Carl-Scheele-/ Max-Born-Straße. Grundstücke sind der Straße nicht zugeordnet. | Boveristraße |
| Brook-Taylor-Straße (Lage)              | 0310                   | Brook Taylor (1685–1731), englischer Mathematiker (Taylor-Formel, ‚Taylorreihe‘)                                         | 26. Aug. 1998              | Die Straße im WISTA hieß vor ihrer amtlichen Benennung provisorisch Taylorstraße. Sie liegt zwischen Rudower Chaussee und Boveri-/ Kroneckerstraße als öffentliche Straße mit der HUB-Zentralbibliothek an der Nordostseite. Der Verkehrszug wird vom Gebäude des Windkanals eingeengt und von da zur Abram-Joffé-Straße als Fußweg ausgeschildert. Von beiden Seiten ist diese Verkehrsfläche durch HUB-Gelände mit Pfosten abgegrenzt. Zur Straße gehören die Grundstücke 1 (Aerodynamischer Windpark) und an der Südwestseite die Universitätsgebäude 2–6 (gerade) sowie die Gewerbegebäude 10 und 12. | Brook-Taylor-Straße |
| Büchnerweg (Lage)                       | 0590 + 340             | Georg Büchner (1813–1837), Schriftsteller                                                                                | 10. Mai 1951               | Von 1889 bis 1951 hieß der Weg zwischen Zinsgutstraße und Adlergestell Auguste-Viktoria-Straße. 1951 erfolgte die Umbenennung durch den Ostberliner Magistrat mit einer Vielzahl anderer Straßen, die nach royalen Themen und Namensgebern benannt waren. | Büchnerweg Ehemaliges Kabelwerk                                                                                        |
| Carl-Scheele-Straße (Lage)              | 0470                   | Carl Wilhelm Scheele (1742–1786), deutsch-schwedischer Chemiker                                                          | 26. Aug. 1998              | Die Straße im WISTA hieß mit der Umnutzung des Geländes als Privatstraße zunächst Scheelestraße, mit der Widmung der Straße bekam sie den neuen Namen. Im Gebäude Nummer 16 hat das Zentrum für Photonik und Optische Technologien seinen Sitz. Die Straße liegt in einem nördlichen Schwung der südlich von der Ludwig-Boltzmann-Straße ergänzt wird um die Linse, eine Grün- und Parkfläche. Dementsprechend bestehen die Grundstücke 6–16 (gerade) an der Nordseite der Straße. Auf der Denkmalliste steht Carl-Scheele-Straße 6–16 (gerade) Akademiestätten für Forschungsbedarf nach dem Entwurf von Alfred Kraus, Forschungseinrichtung von 1960 bis 1965. | Carl-Scheele-Straße · Carl-Scheele-Straße Max-Born-Institut                                                            |
| Dörpfeldstraße (Lage)                   | 1370                   | Wilhelm Dörpfeld (1853–1940), Archäologe                                                                                 | 24. Mai 1951               | Sie liegt zwischen Adlergestell und Ottomar-Geschke-Straße und ist die Haupteinkaufsstraße von Adlershof mit kleinen Läden für den täglichen Bedarf. Zwei Straßenbahnlinien fahren durch die Straße. Innerhalb der Gemeindelage bestand die Dorfstraße und wurde 1884 in die Cöpenicker Straße eingebunden und 1886 mit dem Zuzug der Berliner als Bismarckstraße benannt. Letztlich 1951 benannte der Magistrat von Ost-Berlin – insbesondere seit der Bildung von Groß-Berlin mehrfach in der Stadt vertretene – Straßennamen in einer Aktion von Entmilitarisierung und Entroyalisierung um. In der Dörpfeldstraße 54/56 steht die 1890/92 errichtete Gemeindeschule. Das inzwischen sanierte Gebäude ist das Kulturzentrum Adlershof und genießt Denkmalschutz. Der 1912 eingeweihte Marktbrunnen ist ein Baudenkmal. Der Marktplatz an der Straße ist ein Zentrum im alten Teil von Adlershof. Durch die Dörpfeldstraße fährt die Straßenbahn eingleisig im Gegenverkehr. | 1. Gemeindeschule · Dörpfeldstraße                                                                                     |
| Eigenheimgasse (Lage)                   | 050                    | Eigenheim, hiesige Form von Wohneigentum                                                                                 | 30. Juni 19251927/6891/    | Die Erschließungsstraße in der Kleinhaussiedlung am Adlergestell wurde bereits vor 1922 als Eigenheimstraße bezeichnet. Eine kurze ruhige Wohnstraße mit einstöckigen Einfamilienhäusern. Im Adressbuch 1922 ist die Eigenheimstraße zwischen Volkswohlstraße und Forst aufgenommen, auf der rechten Seite mit Baustellen und links mit den Siedlungshäusern 2–8 im Eigentum der Stadt Berlin. Noch nicht im Adressbuch 1925 jedoch von 1926 ist sie dann auf der linken Seite mit 2–8 als Eigenheim„gasse“ notiert. An der Grundstückszuordnung wie an der Lage zwischen Hus- und Anna-Seghers-Straße hat sich nichts geändert, die Grundstücke an der Gegenseite sind der Anna-Seghers-Straße zugeteilt. | Eigenheimgasse |
| Erich-Thilo-Straße (Lage)               | 0200                   | Erich Thilo (1898–1977), Chemiker                                                                                        | 11. Sep. 2002              | Die Straße auf dem WISTA-Gelände liegt zwischen Zum Großen Windkanal und Rudower Chaussee. Südlich der Rumplerzeile (Querstraße) steht das Wolfgang-Köhler-Institut für Psychologie der Humboldt-Universität als Rudower Straße 18. Auf Grundstück 3, hinter dem noch die Gebäude 1 und 3 etwas straßenfern nördlich der Rumplerzeile stehen, befindet sich ein Hotel. An der Südostseite liegt das Forum und eine Freifläche mit Sportplatz. | Erich-Thilo-Straße · Berlin-Adlershof Erich-Thilo-Straße                                                               |
| Ernst-Augustin-Straße (Lage)            | 0310                   | Ernst Augustin (1902–1961), Konstrukteur, Rundfunk- und Fernsehpionier                                                   | 11. Sep. 2002              | Die Straße liegt in der Media-City (Medienstadt) im Bereich des Entwicklungsgebiets Adlershof/Johannisthal. Die Straße am ehemaligen Gelände des DFF mit den Grundstücken 1–15 (ungerade, ohne 3 und 13) sowie 12 (Ecke Am Studio) liegt zwischen Am Studio und dem Bahngelände, bis zur Straßenbahntrasse. In der Straße befindet sich der „Adlershofer Fundus“ des „Fernsehens der DDR“ (DFF). | Ernst-Augustin-Straße                                                                                                  |
| Ernst-Lau-Straße (Lage)                 | 0310                   | Ernst Lau (1893–1978), Optiker, Erfinder der Gleitsichtbrille                                                            | 11. Sep. 2002              | Sie verläuft von der James-Franck-Straße zur Karl-Ziegler-Straße auf dem WISTA-Gelände. Mit der Lage zum Landschaftspark hin bestehen 2015 noch freie Gewerbeflächen zur Hermann-Dorner-Allee hin. Bebaut ist das Grundstück 11 Ecke James-Franck-Straße und ein Gebäude an der Barbara-McClintock-Straße, das zu dieser zugeordnet ist. | Ernst-Lau-Straße |
| Ernst-Ruska-Ufer (Lage)                 | 1780 (im Ortsteil)     | Ernst Ruska (1906–1988), Elektrotechniker, Erfinder des Elektronenmikroskops                                             | 26. Aug. 1998              | Die Straße am Teltowkanal führt von der Köpenicker Straße zur Autobahnauffahrt der A 113 und wurde neu angelegt. Der Abschnitt westlich der Hermann-Dorner-Allee liegt in Johannisthal. Durch diese Lage ist die Straße als Kategorie II (Übergeordnete Straßenverbindungen) im Berliner Straßennetz eingeordnet. Zwischen Albert-Einstein-Straße und Volmerstraße befindet sich die ,Landeskalibrierstrecke’, eine Einrichtung zur Kalibrierung elektrooptischer Distanzmessgeräte (EDM). Die Wegedornstraße kreuzt mit der Teltowkanalbrücke und dem Anschluss nach Altglienicke. Mit dem „Bebauungsplan XV-51j“ im Dreieck nördlich der Straße zwischen Albert-Einstein- und Magnusstraße wurde BESSY II des HZB das Baurecht für technologie- und forschungsorientierte Gewerbe- und Dienstleistungsbetriebe geschaffen. Im Bebauungsplan XV-51k als Planstraße Süd 1 (Kanalbegleitstraße) projektiert. Durch die zum Teltowkanal schräge Lage der anschließenden Straßen gegen die Bebauungspläne nach Nord Dreiecksflächen (XV-51g, XV-51j). | Ernst-Ruska-Ufer |
| Florian-Geyer-Straße (Lage)             | 0620                   | Florian Geyer (~1490–1525), Reichsritter, Anführer im Bauernkrieg                                                        | 31. Mai 1951               | Diese besteht im südlichen Bereich aus mehrstöckigen Wohnblocks und endet in einer Siedlung aus kleinen Reihenhäusern mit Gärten. Sie wurde um 1892 mit dem Ausbau des Adlershofer Gebiets als Sedanstraße angelegt. Die Fortsetzung nach Westen wurde mit dem Aufbau der Kleinhaussiedlung als Kleingartenweg angelegt. Beide Teile wurden (vor 1925–1933) und Arrasstraße (1933–1951). Sie führt von der Vogelbeerstraße zur Dörpfeldstraße. Die Wohnhausgruppen Nummern 70–78 und 86–94 und das Fabrikgebäude der Draht- und Kabelwerke C. J. Vogel, in der DDR-Zeit VEB Kabelwerk Adlershof (Werk II), sind gelistete Baudenkmale. | Fabrik C.J. Vogel · Florian-Geyer-Straße                                                                               |
| Forum (Lage)                            | 0200 × 100             | Forum, Stadtplatz | 29. Jan. 2003              | Der Platz (Rudower Chaussee 24) dient als Treffpunkt im WISTA-Gelände. Er liegt an der Rudower Chaussee zwischen Newton- und Erich-Thilo-Straße. Am Platz steht das Besucher- und Veranstaltungszentrum „Forum Adlershof“. „Das Forum Adlershof verknüpft den öffentlichen Straßenraum der Rudower Chaussee mit dem dahinter liegenden Universitätsgelände der Humboldt-Universität in der Wissenschaftsstadt Adlershof. Der Platz ist Stadtteilplatz, wie Eingangsbereich zum Campus der Humboldt-Universität.“ | Forum an der Rudower Chaussee                                                                                          |
| Franz-Ehrlich-Straße (Lage)             | 0200                   | Franz Ehrlich (1907–1984), Architekt und Designer                                                                        | 11. Sep. 2002              | Die Straße von der Rudower Chaussee zur Ernst-Augustin-Straße liegt in der Medienstadt Adlershof. An der Nordseite wurde zur Straßenbahntrasse hin ein Eichenhain angelegt. Parallel zur Rudower Chaussee geht die Moriz-Seeler-Straße nach Südwest als Stichstraße. | Fernsehzentrum Adlershof                                                                                               |
| Freystadter Weg (Lage)                  | 0760                   | Freystadt, Stadt in der Provinz Niederschlesien, seit 1945 Kożuchów in Polen                                             | 17. Mai 1930               | Nach Bebauungsplan der Wendeheide-Siedlung war es Straße 15. Sie führt bebaut mit Siedlungshäusern von der Oberspreestraße zur Dörpfeldstraße. Die Straße ist asphaltiert mit einem Parkstreifen und zwei Gehwegen und biegt am Südende in den Wünschelberger Gang. Zur Dörpfeldstraße führt ein Fußweg. Die Rückseiten der östlichen Grundstücke 5 und 11–85 (ungerade) grenzen an die Bahnstrecke, auf der die Ortsteilgrenze liegt. Durch den Fußweg sind die Häuser 77–85 sowie gegenüber 84 und 86 (von 4–86, gerade) erreichbar. | Freystadter Weg |
| Friedenstraße (Lage)                    | 0220                   | vermutlich nach dem Frieden von Frankfurt 1871                                                                           | 1892                       | Die Straße führt von der Dörpfeldstraße zur Radickestraße. In einem hinteren Gebäude der Friedenstraße Ecke Radickestraße befand sich seit den 1940er Jahren ein winziges Kino. Hier waren neben normalen Kinobesuchern häufig Schulklassen zu Gast, weil farbige Unterrichts-Lehrfilme gezeigt wurden. Gern gesehen waren DEFA-Kinderfilme und russische Märchenfilme. Als das Kino nicht mehr rentabel arbeiten konnte, wurde es geschlossen und diente dann lange Jahre als Studio und Fundus für den Fernsehfunk der DDR. Nach der Wende kauften zwei Frauen 1994 das Pantoffelkino mit dem noch vorhandenen Inventar und eröffneten es unter dem Namen ,Casablanca’ neu. Im Jahr 2001 wechselte das Casablanca seine Besitzer. Hier können die Gäste seitdem in recht gemütlicher Atmosphäre Filmwiederholungen, Sondervorführungen schauen oder an Lesungen teilnehmen. Die Einrichtung verfügt über 100 Sitzplätze. | Friedenstraße |
| Friedlander Straße (Lage)               | 1260                   | Friedland, Stadt in der Provinz Niederschlesien, seit 1945 Mieroszów in Polen                                            | 17. Mai 1930               | Nach dem ursprünglichen Bebauungsplan hieß der Verkehrsweg Straße 10 und gehörte teilweise zur Waldstraße. Sie verläuft zwischen dem Freystadter Weg und dem Bernstadter Weg in der Siedlung Wendenheide im Nordzipfel des Ortsteils. Die in Nord-Süd-Richtung verlaufende Straße erschließt in ihrem Nordbereich eine Villenkolonie, nach einem leichten Bogen südwestwärts tangiert sie eine Wohnsiedlung aus den 1930er Jahren. Der um 1890 angelegte und mehrfach nach Nordost erweiterte Friedhof Adlershof hat seinen Eingang in der Friedlander Straße. Hier befinden sich eine Feierhalle im romanisierenden Baustil, mehrere Erbbegräbnisse aus der Gründerzeit sowie die ,Gedenkanlage für die gefallenen Kämpfer gegen den Kapp-Putsch’ mit Statuen von Hans Kies. | Friedlander Straße |
| Friedrich-Wöhler-Straße (Lage)          | 0100                   | Friedrich Wöhler (1800–1882), Chemiker                                                                                   | 26. Aug. 1998              | Die Straße im WISTA verbindet die Schwarzschildstraße mit der James-Franck-Straße. Das Gewerbegebäude 1 liegt an der Südseite (im Komplex mit Schwarzschildstraße 14), an der Nordseite steht das Haus 2, damit sind die Grundstücke der Straße bebaut. | Friedrich-Wöhler-Straße Willy-Wolf-Bau                                                                                 |
| Gellertstraße (Lage)                    | 0230                   | Christian Fürchtegott Gellert (1715–1769), Dichter, Moralphilosoph                                                       | 1910                       | Sie verbindet die Radickestraße mit der Dörpfeldstraße und gehört zu den trassierten Straßen auf dem Amtsgelände. Laut Adressbuch 1922 ist sie noch unbebaut in der Lage ab Bismarckstraße, parallel zwischen Roon- und Moltkestraße. | Gellertstraße |
| Gemeinschaftsstraße (Lage)              | 0390                   | Gemeinschaft, soziale, miteinander verbundene Gruppe                                                                     | 1920                       | Die Straßenbenennungen in diesem Wohngebiet erfolgten nach Aspekten des Gemeinwohls. Ausgewählt wurden dafür vor allem Straßen, in denen Baugenossenschaften Siedlungen errichteten. An der Straße stehen überwiegend Doppelhäuser mit Gärten. Nach dem 1922er Adressbuch gehören die Häuser (teils der Kleinhaussiedlung) auf der aus dem Forst umgewidmeten Gelände der Stadt Berlin. Die Straße ist für 1921 auf den Grundstücken 1–39 (ungerade, rechts) und 2–46 (gerade, rechts) von Volkswohlstraße über den Kleingartenweg zur Genossenschaftsstraße angegeben und mit Einfamilienhäusern bebaut. Die Gemeinschaftsstraße führt von der Helbigstraße zur Anna-Seghers-Straße. Die hier stehende Holzhaussiedlung ist ein gelistetes Baudenkmal. | Holzhaussiedlung Gemeinschaftsstraße                                                                                   |
| Genossenschaftsstraße (Lage)            | 0600                   | Berliner Baugenossenschaft, die hier Doppelhäuser errichten ließ                                                         | vor 1889                   | Sie verläuft von der Vogelbeerstraße über die Gemeinschaftsstraße zur Dörpfeldstraße. Im Westen des Adlershofer Ortskerns wurde um 1919 auf Gemeindeland am Südrand des Forstes mit der Einrichtung einer Siedlung mit verschiedenen Siedlungshaustypen begonnen. Mit der Eingliederung von Adlershof nach Groß-Berlin in den Verwaltungsbezirk Treptow und die Inflationszeit verzögerten sich die Planungen. Im Adressbuch 1922 ist die Genossenschaftsstraße in Hufeisennummerierung 1–30 (fortlaufend) vom Marktplatz an der Bismarckstraße über Verlängerte Feldherrn- und Verlängerte Waldstraße zu Baustellen an der Gemeinschaftsstraße (Grundstück 15) und zurück aufgeführt. Für 1935 sind die Grundstücke in Orientierungsnummerierung zur Bismarckstraße ansteigend gezählt. Linke Seite 1–33 von Straße 47 (ungerade) und rechts 2–30 von Longwystraße an die (kreuzende) Gemeinschaftsstraße sind Baustellen aufgeführt, westlich der Gemeinschaftsstraße folgen die bebauten Grundstücke 35–65 (ungerade zum Marktplatz) und 38–68 (gerade an die Bismarckstraße). Die von der Berliner Baugenossenschaft errichtete Siedlung ist ein gelistetes Baudenkmal. | Genossenschaftsstraße                                                                                                  |
| Georg-Schendel-Straße (Lage)            | 0320                   | Georg Schendel (1885–1911), Flugpionier                                                                                  | 11. Sep. 2002              | Die Straße auf dem ehemaligen Flugplatz Johannisthal an der Grenze zu Johannisthal führt vom Groß-Berliner Damm zur Wagner-Régeny-Straße. Die Straße liegt im WISTA-Bereich. Es besteht Baurecht durch den rechtskräftigen Bebauungsplan XV-9-16. An der Straße stehen Gewerbegebäude auf Grundstück 2 und 4 an der Nordseite. In Höhe von Grundstück 4 lag bis in die 1940er Jahre das Zufahrtsgleis der Eisenbahn zum Flugplatzgelände. | Georg-Schendel-Straße                                                                                                  |
| Glienicker Weg (Lage)                   | 1060                   | Altglienicke, benachbarter Ortsteil im Bezirk Treptow-Köpenick                                                           | überliefert                | Die Straße ist Teil der alten Ortsverbindung von Altglienicke nach Köpenick. Sie führt als Verlängerung der Köpenicker Straße vom Adlergestell bis zur Ortsteilgrenze zu Köpenick und setzt sich dort als Glienicker Straße fort. Diese Straßenverbindung wurde zwischen 2010 und November 2012 vierstreifig ausgebaut und konnte ab Frühjahr 2013 in Betrieb genommen werden. Die Umgestaltung kostete 22 Millionen Euro einschließlich der Erneuerung einer Bahnbrücke und etlicher Leitungen. Das seit einigen Jahren leer stehende Fabrikgebäude der Bärensiegel-Spirituosenfabrik ist ein gelistetes Baudenkmal. | Glienicker Weg / Wassermannstraße                                                                                      |
| Gottfried-Leibniz-Straße (Lage)         | 0140                   | Gottfried Wilhelm Leibniz (1646–1716), Universalgelehrter                                                                | 26. Aug. 1998              | Vor der amtlichen Benennung war bereits die Leibnizstraße südlich von der Rudower Chaussee angelegt worden, um Gebäude für erste Gründerunternehmen aus der vormaligen Akademie der Wissenschaften der DDR unterzubringen. Die Straße im WISTA wurde am 1. Dezember 2003 für den öffentlichen Verkehr freigegeben. Sie verbindet die Rudower Chaussee mit der Albert-Einstein-Straße. Die ursprünglich als Leibnitzstraße geführte Trasse deckt sich nicht mit der WISTA-Privatstraße Gottfried-Leibniz-Straße. | Gottried-Leibniz-Straße                                                                                                |
| Groß-Berliner Damm (Lage)               | 0820 (im Ortsteil)     | bezieht sich auf den 1912 entstandenen Zweckverband Groß-Berlin                                                          | um 1915                    | Die Straße verlief anfangs vom Sterndamm in Johannisthal zum Flugplatz Johannisthal. Im Zusammenhang mit der Entwicklung der WISTA wurde die Straße am 20. Dezember 2006 vom Segelfliegerdamm bis zur Rudower Chaussee verlängert. Der neugebaute Straßenabschnitt zwischen Hausnummer 85 und Rudower Chaussee wurde am 30. März 2008 in den Groß-Berliner Damm eingegliedert. An der Südwestseite der Straße an der Nordostecke des Ortsteils auf der bis Mitte der 2010er Jahre nicht durch Gewerbebauten genutzten WISTA-Geländes nahe zum Landschaftspark sind Wohnbauten vorgesehen. Am Gebäude Nr. 154 wurde im Juli 2024 ein Wandbild eingeweiht, das an den Warschauer Aufstand von 1944 erinnert. | Groß-Berliner Damm · Berlin-Adlershof Groß-Berliner Damm Wohnungsbauten                                                |
| Gustav-Kirchhoff-Straße (Lage)          | 0130                   | Gustav Kirchhoff (1824–1887), Physiker                                                                                   | 26. Aug. 1998              | Vor der amtlichen Benennung hieß sie Kirchhoffstraße. Die Straße im WISTA wurde am 1. Dezember 2003 für den öffentlichen Verkehr freigegeben. Sie verbindet die Albert-Einstein-Straße mit der Max-Planck-Straße. In der Nr. 4 hat das Ferdinand-Braun-Institut, Leibniz-Institut für Höchstfrequenztechnik seinen Sitz. | Gustav-Kirchhoff-Straße                                                                                                |
| Hackenbergstraße (Lage)                 | 0290                   | Hugo Hackenberg (1849–1922), Grundbesitzer                                                                               | um 1890                    | Die Straße verläuft von der Dörpfeldstraße zur Friedlander Straße. Der Köpenicker Bäckermeister Hackenberg hatte seinen Grundbesitz in Adlershof für die um 1890 angelegte Straße zur Verfügung gestellt. Der um 1890 angelegte und mehrfach nach Nordost erweiterte Friedhof Adlershof hat den Eingang Friedlander / Ecke Hackenbergstraße. Anfangs bestand nur die kleine Fläche mit Kapelle am Nordende der Hackenberg-Ecke (ehemalige) Waldstraße. | Hackenbergstraße |
| Handjerystraße (Lage)                   | 0680                   | Nicolaus Prinz Handjery (1836–1900), preußischer Politiker                                                               | vor 1899                   | Sie verbindet die Dörpfeldstraße nach Südost mit dem Glienicker Weg. In Friedenau gibt es eine weitere Handjerystraße. Die Straße besitzt großes Kopfsteinpflaster als Belag und nach Osten zu die neuere Bebauung mit Wohnhäusern. Im Adressbuch 1922 beginnt die Nummerierung an der Bismarckstraße mit 1, auf 3 ist die Baustelle evangelische Kirche notiert. Die fortlaufende Nummerierung der Grundstücke endet am Glienicker Weg mit 14 und zurücklaufend mit 15. Ab der Auguste-Victoria-Straße folgen unbebaute Grundstücke, zur Bismarckstraße hin bestehen insgesamt 12 Mehrfamilienhäuser. Die Handjerystraße wurde von Hufeisen- auf Orientierungsnummerierung umgestellt. Von der Dörpfeldstraße her die Grundstücke 1–61 (ungerade, vorwiegend Wohnbauten) liegen an der Nordostseite und 2–48 (gerade, Wohnbauten) an der Südseite. Die Gewerbefläche zwischen Otto-Franke-Straße und Glienicker Weg ist letzterem zugeordnet. Die Neuapostolische Kirchgemeinde Adlershof befindet sich in der Handjerystraße 27. | Handjerystraße |
| Hans-Schmidt-Straße (Lage)              | 0320                   | Hans Schmidt (1914–1944), Johannisthaler Sozialdemokrat und Widerstandskämpfer                                           | 1. Sep. 2003               | Die Privatstraße führt vom Groß-Berliner Damm bis zur Wagner-Régeny-Straße. An der Straße liegen Ämter der Bezirksverwaltung und die Musikschule. Zur Straße gehören die Grundstücke 2–18 (gerade, Nordseite) zur Pfarrer-Goosmann-Straße. Dafür werden teilweise die Kasernen des vormals hier stationierten MfS-Wachregiments genutzt. 110 Meter der Straße (RBS: STRA) sind der OKSTRA-Klasse N zugeordnet. | Hans-Schmidt-Straße |
| Havestadtplatz (Lage)                   | 0600 × 20              | Christian Havestadt (1852–1908), Bauingenieur                                                                            | 11. Sep. 2002              | Der Platz im WISTA war anfangs ein Teil der Liebigstraße. Nach Bebauungsplan XV-51k begrenzt von Planstraße Süd 10 und 19 wurde am Schnittpunkt der Kanalbegleitstraße (Planstraße Süd 1, dann Ernst-Ruska-Ufer) ein Platz gebildet. Er wurde am 1. Dezember 2003 für den öffentlichen Verkehr freigegeben. Der Platz liegt am Ernst-Ruska-Ufer, von Nordwest mündet die Magnusstraße von Nordost die Richard-Willstätter-Straße. | Havestadtplatz |
| Helbigstraße (Lage)                     | 0420                   | Louis Helbig (1832–1899), Zimmermeister, Mitbegründer der Berliner Baugenossenschaft                                     | 16. Jan. 1889              | Die Straße führt parallel zur Genossenschaftsstraße von der Dörpfeldstraße zur Gemeinschaftsstraße. In Bebauungsplänen vor 1889 war zunächst die Hoffmannstraße als Helbigstraße ausgewiesen. Mit Beschluss vom 16. Januar 1889 erhielt jedoch die geplante Straße zwischen dem Forst und dem Feldweg (Straße III) den Namen Helbigstraße, während gleichzeitig die ursprünglich als Helbigstraße vorgesehene Straße in Hoffmannstraße benannt wurde. Helbig parzellierte als erster seine Grundstücke in Adlershof, um diese mit kleinen preisgünstigen Häusern zu bebauen. Gemeinsam mit Karl Schrader und dem Architekten Gabriel Wohlgemuth gründete er am 16. Mai 1886 die Berliner Baugenossenschaft bbg. Die ersten Häuser entstanden in der Helbigstraße und Genossenschaftsstraße. | Helbigstraße · Helbigstraße                                                                                            |
| Hermann-Dorner-Allee (Lage)             | 1460                   | Hermann Dorner (1882–1963), Flugzeugkonstrukteur                                                                         | 11. Sep. 2002              | Die Straße liegt zwischen Groß-Berliner-Damm und Ernst-Ruska-Ufer und bildet die Grenze zu Johannisthal und dem Landschaftspark, sie umschließt das Gelände der WISTA in Adlershof. Das Straßenstück vom Ernst-Ruska-Ufer bis zur Rudower Chaussee war bereits 2006 fertiggestellt worden. Am 2. September 2008 wurde der Teil zwischen Rudower Chaussee und Groß-Berliner Damm für den Verkehr freigegeben. Die Hermann-Dorner-Allee grenzt den Wissenschaftsstandort Adlershof vom Landschaftspark Adlershof ab. Zum Gelände des Wissenschaftsstandortes hin muss die Straße noch entwickelt werden. Auf der Nordseite liegen ein Platz für Beach-Volleyball und eine Skaterbahn auf dem Gelände des Landschaftsparks. Auf einem Abschnitt der Straße verläuft der Teltower Dörferweg. Der neue, übergeordnete Straßenzug Hermann-Dorner-Allee verbindet die Gewerbeflächen am Groß-Berliner Damm mit dem Ernst-Ruska-Ufer und der Autobahnanschlussstelle Adlershof und bietet zugleich eine Entlastung der Wohngebiete am Segelfliegerdamm und Sterndamm vom Durchgangsverkehr. | Hermann-Dorner-Allee                                                                                                   |
| Hoffmannstraße (Lage)                   | 0410                   | Victor Aimé Hoffmann, Grundbesitzer                                                                                      | 16. Jan. 1889              | Die Straße führt von der Hackenbergstraße zur Waldstraße. Im Zusammenhang mit dem Plan des Amtsvorstehers Hans von Oppen, Adlershof zu einem Villenvorort auszugestalten, verfolgte Hoffmann das Ziel, auf seinem Grundbesitz einen Park ,Klein Venedig’ mit Kanälen, Grotten und Wasserkünsten anzulegen. Er scheiterte mit seinen Plänen. Vor 1889 wurde die Straße im Bebauungsplan noch als Helbigstraße ausgewiesen. Mit Beschluss vom 16. Januar 1889 wurde sie in Hoffmannstraße benannt, gleichzeitig erhielt dafür die geplante Straße zwischen dem Forst und dem Feldweg (Straße III) den Namen Helbigstraße. Die Regulierung und Pflasterung der Hoffmannstraße erfolgte 1901. | Hoffmannstraße |
| Hollstraße (Lage)                       | 0200                   | Elias Holl (1573–1646), Baumeister der deutschen Renaissance                                                             | 31. Mai 1951               | Sie führt von der Vogelbeerstraße zur Genossenschaftsstraße. Die Straße liegt in dem 1919 für Genossenschaftsbauten umgestalteten Gebiet des Gemeindeforstes im Westen am Adlergestell. Nach Verzögerungen in der Umsetzung der Planungen bestand die Trasse der Straße 55 des Bebauungsplans. Mit der Benennung 1936 als Lorettostraße wurde sie an umgebende Straßen nach im Ersten Weltkrieg umkämpften Orten versehen. Die zu diesem Zeitpunkt unbebaute Fläche wurde durch sie erschlossen. 1951 wurde der Straßenname vom Magistrat von Ost-Berlin entmilitarisiert zur Hollstraße benannt. | Hollstraße |
| Husstraße (Lage)                        | 0230                   | Jan Hus (um 1369–1415), tschechischer Reformator                                                                         | 31. Mai 1951               | Die Straße in der Kleinhaussiedlung führt vom Adlergestell zur Vogelbeerstraße. Der vorherige Name von 1933 bis 1951 war Winterbergreihe nach einem Schlachtort des Ersten Weltkriegs. Die Umbenennung 1951 durch den Magistrat von Ost-Berlin erfolgte im Zusammenhang mit der Änderung von Straßennamen, die monarchistischen, militaristischen und nationalsozialistischen Ursprung trugen. | Husstraße |
| Igo-Etrich-Straße (Lage)                | 0300                   | Igo Etrich (1879–1967), österreichischer Pilot und Flugzeugkonstrukteur                                                  | 11. Sep. 2002              | Die Straße war als Planstraße A am Rande der für Bebauung umgewidmeten Teilfläche des ehemaligen Rangierbahnhofs Schöneweide nördlich des Groß-Berliner Damms projektiert. Sie ist die nordöstliche Fortsetzung der Hermann-Dorner-Allee und führt vom Groß-Berliner-Damm bis zur Wagner-Régeny-Straße. An der Nordwestseite der Straße verläuft die Ortsteilgrenze zu Johannisthal. Bis zur Änderung der Ortsteilgrenze im Jahre 2017 gehörte die Straße zu Johannisthal. | Berlin-Adlershof Igo-Etrich-Straße                                                                                     |
| James-Franck-Straße (Lage)              | 0290                   | James Franck (1882–1964), deutsch-amerikanischer Physiker, Nobelpreisträger                                              | 11. Sep. 2002              | Es ist die westlichste Verbindung zwischen Hermann-Dorner-Straße (Nordlage) und der Rudower Chaussee und liegt andererseits parallel zu ersterer. Der Abschnitt zwischen Rudower Chaussee und Johann-Hittorf-Straße war bereits 2006 fertiggestellt. Am 2. September 2008 wurde auch der Teil zwischen Johann-Hittorf-Straße und Hermann-Dorner-Allee freigegeben. | James-Franck-Straße |
| Johann-Hittorf-Straße (Lage)            | 0590                   | Johann Wilhelm Hittorf (1824–1914), Physiker und Chemiker                                                                | 26. Aug. 1998              | Die Straße im WISTA führt von der James-Franck-Straße zur Karl-Ziegler-/ Max-Born-Straße. Bebaut sind die Grundstücke 4–8 (gerade) mit Gewerbegebäuden. Auf dem Grundstück 8 steht ein Gebäude für das „Zentrum für Photovoltaik und Erneuerbare Energien“. Die Forschungsgebäude an der Straßensüdseite werden von der Max-Born-Straße aus gezählt (2–2c). Zur Hermann-Dorner-Allee und weiter in den Landschaftspark setzt der Fußweg Am Oktogon fort. | Johann-Hittorf-Straße · Berlin-Adlershof Johann-Hittorf-Straße                                                         |
| Justus-von-Liebig-Straße (Lage)         | 0520                   | Justus von Liebig (1803–1873), Chemiker                                                                                  | 26. Aug. 1998              | Die Straße im WISTA führt von der Straße Am Studio zur Magnusstraße. Als eine der ersten Straßen auf dem Gelände des vormaligen Akademiegeländes trug sie zunächst den Namen Liebigstraße und wurde am 1. Dezember 2003 für den öffentlichen Verkehr freigegeben. Zur Straße gehören die Grundstücke 3–11 (ungerade) und 4, 6. Die Straße ist mit neuen Gewerbe- und Wirtschaftsgebäuden bebaut, auf Nr. 3 steht noch ein übernommenes Institutsgebäude mit Backsteinfassade. | Justus-von-Liebig-Straße                                                                                               |
| Karl-Otto-Reinsch-Straße (Lage)         | 0180                   | Karl-Otto Reinsch, 1898–1910 erster hauptamtlicher Gemeindevorsteher von Adlershof                                       | 11. Sep. 2002              | Der Fußweg verbindet die Hans-Schmidt-Straße mit Merlitzstraße und eine breitere Trasse führt zur Rudower Chaussee. Im Berliner Straßenverzeichnis ist die Trasse ohne zugehörige Grundstücke als Nebenstraße (RBS: STRA) ausgewiesen, jedoch der OKSTRA-Klasse N zugeordnet. Die umgebenden Flächen des WISTA-Geländes sind außer der Südwestfläche mit dem Wirtschaftsgebäude Rudower Straße 12 sind (Stand 2015) unbebaut. | Karl-Otto-Reinsch-Straße                                                                                               |
| Karl-Ziegler-Straße (Lage)              | 0460                   | Karl Ziegler (1898–1973), Chemiker, Nobelpreisträger                                                                     | 11. Sep. 2002              | Sie verbindet als Verlängerung der Max-Born-Straße die Hermann-Dorner-Allee mit der Johann-Hittorf-Straße. Hier befand sich 2011–2021 die Wendeschleife der Straßenbahnlinie 60 und 61 sowie eine „Solarpark“ genannte Ansammlung mehrerer Solarpaneele. Die Straße ist mit den Grundstücken 3, 5, 10, 18 aufgenommen. Die Straße liegt im Entwicklungsgebiet vom Wissenschaftsstandort Adlershof und wird noch erschlossen. Sie grenzt direkt an den Landschaftspark Adlershof. An der Ostseite der Straße zur Nordostecke des bis Mitte der 2010er Jahre nicht durch Gewerbebauten genutzten WISTA-Geländes nahe zum Landschaftspark ist das Studentendorf entstanden. | Karl-Ziegler-Straße · Berlin-Adlershof Karl-Ziegler-Straße Studentendorf                                               |
| Katharina-Boll-Dornberger-Straße (Lage) | 0580                   | Katharina Boll-Dornberger (1909–1981), österreichisch-deutsche Physikerin                                                | 11. Sep. 2002              | Die Straße verläuft von der Hermann-Dorner-Allee bis Zum Großen Windkanal. Die Straße ist noch in Entwicklung, im Südteil stehen Institutsgebäude der Humboldt-Universität Berlin. 440 m der Straße (RBS: STRA) sind der OKSTRA-Klasse N zugeordnet. In der Nordostecke des bis Mitte der 2010er Jahre nicht durch Gewerbebauten genutzten WISTA-Geländes nahe zum Landschaftspark sind Wohnbauten vorgesehen. | Katharina-Boll-Dornberger-Straße · Berlin-Adlershof Katharina-Boll-Dornberger-Straße Wohnbauten                        |
| Kattunsteig (Lage)                      | 0730                   | 1834 in Oberspree gegründete Kattundruckerei                                                                             | um 1903                    | Der Kattunsteig ist ein historischer Weg durch die Köllnische Heide von Adlershof nach Schöneweide. Der Weg trug parallel (in anderer Schreibweise) oder um 1915 zeitweise den Namen Kattunweg. In Oberspree (nahe zur Wäscherei in Spindlersfeld) bestand eine Kattundruckerei zu der der Weg vor dem Anlegen der Bahnlinie Schöneweide–Spindlersfeld (1891) führte. Nach dem Ersten Weltkrieg standen dort die Waffenwerke Oberspree. Der Weg führt durch das Waldgebiet der Cöllnischen Heide von Adlershof nach Niederschöneweide (in Richtung Oberspree). Er liegt nördlich der Vogelbeerstraße durch das Waldgebiet. Im Berliner Straßenverzeichnis ist der Kattunsteig unter 49020 mit der RBS-Klasse FUWE (OKSTRA als „F“) aufgenommen. | Kattunsteig in der Köllnischen Heide                                                                                   |
| Kekuléstraße (Lage)                     | 0320                   | August Kekulé (1829–1896), Chemiker                                                                                      | 26. Aug. 1998              | Die Straße im WISTA war bereits beim Übergang vom Akademiegelände zum Wissenschaftsstandort unter dem Namen Kekuléstraße in einer vorhandenen Trasse erhalten geblieben. Die ersten Gründergebäude entstanden hier. Die Straße wurde am 1. Dezember 2003 für den öffentlichen Verkehr freigegeben. Sie führt von der Gottfried-Leibniz-Straße zur Rutherfordstraße mit den Grundstücken 2, 4, 5 und 7. Im Gebäude 7 hat das Fraunhofer-Institut für Rechnerarchitektur und Softwaretechnik seinen Sitz. Das Institutsgebäude der HUB (Mathematik und Informatik) am Nordwestteil der Straße gehört in der Adresse zur Rudower Chaussee, hinter den Wirtschaftsgebäuden 2 und 4 liegt der nicht amtlich gewidmete „Akademieplatz“ an der Rudower Chaussee. Im Forschungsgebäude Nr. 5 (entlang der Magnusstraße) befindet sich das Institut für Silizium und Photovoltaik. 70 Meter der Straße (RBS: STRA) sind der OKSTRA-Klasse N zugeordnet. | Kekuléstraße |
| Konrad-Zuse-Straße (Lage)               | 0240                   | Konrad Zuse, Erfinder und Unternehmer (Z3)                                                                               | 28. Jan. 2014              | Die Straße (RBS: STRA) ist (Stand 2015) der OKSTRA-Klasse N zugeordnet. Sie liegt parallel südlich der Hermann-Dorner-Allee zwischen dem Berliner Damm über die Katharina-Boll-Dornberger-Straße und dem Nordende der Newtonstraße (Ecke Am Oktagon). In der Nordostecke des bis Mitte der 2010er Jahre nicht durch Gewerbebauten genutzten WISTA-Geländes nahe zum Landschaftspark entstehen Wohnbauten. Die Planstraße des Bebauungsplan XV-55-1 wurde auf Beschluss des Bezirksamtes 231-14 („benennung_konrad-zuse-strasse“, eingereicht von SenStadtUm) am 28. Januar 2014 als Privatstraße (der Adlershof Projekt GmbH) für das geplante Wohngebiet „Wohnen am Campus“ gewidmet. | Berlin-Adlershof Konrad-Zuse-Straße                                                                                    |
| Köpenicker Straße (Lage)                | 0510                   | Berlin-Köpenick, benachbarter Ortsteil                                                                                   | vor 1890                   | Diese alte Straßenführung ist die eigentliche Verbindung von Köpenick nach Altglienicke Sie liegt als Verlängerung des Glienicker Wegs zwischen Adlergestell zum (übernehmenden) Ernst-Ruska-Ufer vor der die Straße zur neuen Altglienicker Brücke abbiegt. Der Straßenlauf auf der Brücke (über den Teltowkanal) gehört zum Ortsteil, dagegen gehört der größere Teil der Straße zu Altglienicke. Der Straßenname ist seit der Großstadtbildung 1920 nicht eindeutig: weitere „Köpenicker Straßen“ liegen in Biesdorf und Köpenick (41619), Johannisthal (41620), Rudow (02516) sowie in Mitte und Kreuzberg (16236), dazu kommt die „Köpenicker Allee“ (41615) in Karlshorst und die „Köpenicker Chaussee“ (41616) in Karlshorst und Rummelsburg, weiterhin die „Köpenicker Landstraße“ (41617) durch Baumschulenweg, Niederschöneweide und Plänterwald. Im Ortsteil selbst steht nur ein als Wohnbau genutztes Gebäude auf Grundstück Köpenicker Straße 1 im Winkel zwischen einer für Solaranlagen genutzten Freifläche zur Bahn und einer vormaligen Industriebahntrasse zur Ecke Am Studio. | Köpenicker Straße |
| Kroneckerstraße (Lage)                  | 0100                   | Leopold Kronecker (1823–1891), Mathematiker                                                                              | 11. Sep. 2002              | Sie ist als Gemeindestraße ausgewiesen. Sie führt zwischen der Zentralbibliothek und dem „Großen Windkanal“ der Humboldt-Universität den Zugangsverkehr der Brook-Taylor-Straße zur Newtonstraße. Die zweibahnige Straße besitzt eine Parkspur und an beiden Seiten Gehwege. Grundstücke sind der Straße nicht zugeordnet, der Windkanal liegt unmittelbar am nördlichen Gehwegrand. | Kroneckerstraße |
| Lohnauer Steig (Lage)                   | 0400                   | Lohnau, Ortschaft in der Provinz Oberschlesien, seit 1945 Łany in Polen                                                  | 17. Mai 1930               | Er liegt zwischen Friedlander Straße und Selchowstraße. Sie hieß bei ihrer Anlage Straße 17 nach Bebauungsplan und liegt am Südrand der Siedlung Wendenheide zur alten Ortslage hin und parallel zur Waldstraße. | Lohnauer Steig |
| Lotte-Loebinger-Straße (Lage)           | 0100                   | Lotte Loebinger (1905–1999), Schauspielerin                                                                              | 11. Sep. 2002              | Die Privatstraße auf dem Studiogelände ist ein Abzweig der Straße Am Studio in Verlängerung der Wilhelm-Ostwald-Straße. Mit weiteren Nummernstraßen im Bezirk wurde auf Antrag der PDS vom 24. April 2001 die Straße 78 in Lotte-Loebinger-Straße benannt. Die Straße wurde nach der Tochter einer jüdisch-protestantischen Arztfamilie benannt, die zeitweise mit Herbert Wehner verheiratet war. Sie lebte nach der Rückkehr aus Moskau in Ost-Berlin und spielte für die DEFA. | Lotte-Loebinger-Straße                                                                                                 |
| Ludwig-Boltzmann-Straße (Lage)          | 0330                   | Ludwig Boltzmann (1844–1906), österreichischer Physiker                                                                  | 26. Aug. 1998              | Sie verbindet die Max-Born-Straße mit der Schwarzschildstraße. Im Gewerbegebäude Ludwig-Boltzmann-Straße 3 befindet sich das Kunden-Service-Center Berlin der Air Liquide Deutschland GmbH. Die Straße liegt in einem südlichen Schwung um die „Linse“, diese Grün- und Parkfläche wird nördlich von der Carl-Scheele-Straße ergänzt. Dementsprechend liegt das Grundstück 3 (ungerade) an der Südseite der Straße zur Rudower Chaussee. In Dahlem erinnert die Boltzmannstraße ebenfalls an den Physiker. | Ludwig-Boltzmann-Straße                                                                                                |
| Magnusstraße (Lage)                     | 0570                   | Gustav Magnus (1802–1870), Physiker und Chemiker                                                                         | 26. Aug. 1998              | Vor ihrer Benennung trug sie den nichtamtlichen Namen Magnusstraße und wurde am 1. Dezember 2003 für den öffentlichen Verkehr freigegeben. Hier befindet sich der Wilhelm-Conrad-Röntgen-Campus des Helmholtz-Zentrums Berlin für Materialien und Energie. Im Süden bildet die Magnusstraße die nordöstliche Flanke eines Dreiecks mit der Albert-Einstein-Straße und dem Ernst-Ruska-Ufer auf dem BESSY II steht. | Magnusstraße · BESSY II                                                                                                |
| Marktplatz (Lage)                       | 0060 × 40              | Marktplatz | 1891                       | Der Marktplatz liegt im Zentrum der ursprünglichen Gemeinde Adlershof an der Dörpfeldstraße. Der Name ist die offizielle Bezeichnung (41907) dieses Stadtplatzes. Er liegt an der Dörpfeldstraße zwischen Hackenberg- und Genossenschaftsstraße, die Helbigstraße endet von Nordwest her am Platz. | Marktplatz Adlershof                                                                                                   |
| Max-Born-Straße (Lage)                  | 0320                   | Max Born (1882–1970), Physiker, Nobelpreisträger                                                                         | 26. Aug. 1998              | Die Straße liegt zwischen Rudower Chaussee und Johann-Hittorf- /Abram-Joffe-Straße. Jenseits der Abram-Joffe-Straße wird der Straßenzug von der Karl-Ziegler-Straße fortgesetzt. An der Straße liegen die Grundstücke 2–2c und 4 mit Forschungsgebäuden. Die Bauten der HUB an der Straßenostseite gehören nicht zur Straße. Das Max-Born-Institut für Nichtlineare Optik und Kurzzeitspektroskopie war von Einfluss auf den Straßennamen. Dessen Gebäude 2–2c ziehen sich an der Josef-Hittorf-Straße entlang. Im Gebäude 4 befindet sich das Leibniz-Institut für Kristallzüchtung. | Leibniz-Institut für Kristallzüchtung                                                                                  |
| Max-Planck-Straße (Lage)                | 0260                   | Max Planck (1858–1947), Physiker, Nobelpreisträger                                                                       | 26. Aug. 1998              | Die Straße verbindet Magnus- mit Vollmerstraße. Nach der Wende zu Beginn der 1990er Jahre während des Übergangs vom Akademiegelände zum Wissenschaftsstandort war zwischen Einstein- und Liebigstraße die Planckstraße benannt worden. Es standen vorherige Gebäude, die von Ausgründungen genutzt wurden. Diese Privatstraße wurde saniert, gewidmet und am 1. Dezember 2003 für den öffentlichen Verkehr freigegeben. Auf den Grundstücken 2–6 und 3–7 wurden Wirtschafts- und Forschungsgebäude neu errichtet. Das Gebäude am Südwestende beherbergt die Physikalisch-Technische Bundesanstalt ist allerdings als Magnusstraße 9 adressiert. | Max-Planck-Straße |
| Merlitzstraße (Lage)                    | 0320                   | Paul und Robert Merlitz (19./20. Jahrhundert), Gründer des Männer-Turnvereins Adlershof                                  | 11. Sep. 2002              | Die 20 Meter breite Straßenführung (zwei Parkspuren, zwei Gehwege) auf dem Gebiet des WISTA verbindet den Groß-Berliner Damm mit der Wagner-Régeny-Straße parallel nächst der Rudower Chaussee. Bebaut ist die Merlitzstraße 16 in der sich die Sporthalle Adlershof befindet. Zur Bahnlinie hin sind die Grundstücke mit Stand Mitte der 2010er Jahre noch ungenutzt. | Merlitzstraße |
| Moissistraße (Lage)                     | 0320                   | Alexander Moissi (1879–1935), österreichischer Schauspieler                                                              | 22. März 1951              | Die Straße wurde um 1880 in der östlichen Ortslage zwischen Radecke- und Oppenstraße als Eichenallee angelegt und 1889 als Roonstraße benannt. Nach Bebauungsplan von 1889 von der Radickestraße zur Straße V (Glienicker Weg) geplant wurden auf diesem Abschnitt Fabriken an der Oppenstraße erbaut. 1951 erfolgte die Entmilitarisierung der Roonstraße durch einen neuen Straßennamen. | Moissistraße |
| Moriz-Seeler-Straße (Lage)              | 0150                   | Moriz Seeler (1896–1942), Regisseur, Holocaust-Opfer                                                                     | 11. Sep. 2002              | Die von der Franz-Ehrlich-Straße abgehende Erschließungsstraße liegt in der Medienstadt im Bereich des Entwicklungsgebiets Adlershof/Johannisthal nördlich der Straße Am Studio. Zur Straße gehören die Grundstücke 1–7 (ungerade) an der Nordwestseite sind noch mit Bauten aus der Zeit des DFF bebaut insbesondere ist der Flachbau Moriz-Seeler-Straße 7 („Franz-Ehrlich-Haus“) erhalten dessen Turmteil zu Anfangszeiten als Kennzeichen des „Fernsehstudios Adlershof“ diente. Es war der ehemalige Richtfunkturm dessen angrenzende Redaktionsgebäude der Aktuellen Kamera „Schafstall“ genannt wurde. | Moriz-Seeler-Straße |
| Neltestraße (Lage)                      | 0410                   | Otto Nelte (1898–1941), Metallarbeiter, Widerstandskämpfer                                                               | 8. März 1957               | Die Straße führt vom Adlergestell über die Vogelbeerstraße zur Köllnischen Heide. Sie wurde zur Erschließung der Wohnbauten der Genossenschaftsanlage als Straße 51 angelegt und blieb zunächst am Siedlungswestrand in Verlängerung des Kattunsteigs unbenannt. Sie war 1943 wohl noch unbebaut und ist nicht im Adressbuch aufgenommen. Entlang der gepflasterten Straße stehen die Wohnhäuser 2–20 und 26 (gerade, Ostseite) aus den 1950er Jahren und an der Westseite 1–47 (ungerade) zur KGA „Am Adlergestell“ in Typenbauten der 1960er Jahre teils quer zum Straßenlauf. | Neltestraße |
| Newtonstraße (Lage)                     | 0510                   | Isaac Newton (1643–1727), englischer Naturforscher                                                                       | 26. Aug. 1998              | Die Straße auf dem WISTA-Gelände verläuft von der Hermann-Dorner-Allee zur Rudower Chaussee und befindet sich noch in Ausbau. Die erhaltenen Anlagen der Deutschen Versuchsanstalt für Luftfahrt (Trudelturm, Motorenprüfstand und Großer Windkanal) sind gelistete Baudenkmale. 140 Meter der Straße (RBS: STRA) sind der OKSTRA-Klasse N zugeordnet. In der Nordostecke des bis Mitte der 2010er Jahre nicht durch Gewerbebauten genutzten WISTA-Geländes nahe zum Landschaftspark sind Wohnbauten vorgesehen. | Newtonstraße Lise-Meitner-Bau · Aerodynamischer Park                                                                   |
| Nipkowstraße (Lage)                     | 0740                   | Paul Nipkow (1860–1940), Erfinder und Techniker                                                                          | 12. Apr. 1951              | Um 1875 wurde die Engelmannstraße angelegt und 1884 in Kaiser-Wilhelm-Straße umbenannt. 1951 im Rahmen der Entroyalisierung von Straßennamen durch den Ost-Berliner Magistrat erfolgte die Benennung nach Nipkow. Sie führt von der Dörpfeldstraße bis zum Glienicker Weg. Hier befindet sich die denkmalgeschützte katholische Christus-König-Kirche aus den Baujahren 1928/1929 nach Plänen des Architekten Carl Kühn. | Christus-König-Kirche · Nipkowstraße                                                                                   |
| North-Willys-Straße (Lage)              | 0180                   | John North Willys (1873–1935), US-amerikanischer Automobilpionier                                                        | 11. Sep. 2002              | Die Straße verläuft von der Rudower Chaussee zum Ernst-Ruska-Ufer. Die Straße selbst ist ohne Grundstücke. Auf der Westseite zur Hermann-Dorner-Allee befindet sich ein Audi-Zentrum mit Freifläche und einem Auto-Turm der auf der angrenzenden Autobahn werbewirksam zu sehen ist. | North-Willys-Straße |
| Oberspreestraße (Lage)                  | 1150 (im Ortsteil)     | Siedlung Oberspree | um 1920                    | Die Straße war ursprünglich Bestandteil des historischen Landwegs von Berlin nach Köpenick und stellt nunmehr eine Verbindung von Niederschöneweide zur Altstadt von Köpenick her. Der in Niederschöneweide liegende Abschnitt der Berliner Straße zwischen damaliger Sedanstraße und der Bahnlinie/Bezirksgrenze zu Köpenick wurde um 1920 in Oberspreestraße benannt, der sich anschließende Abschnitt in Köpenick wurde am 23. November 1931 in die Oberspreestraße einbezogen. Zu Adlershof gehört nur der Abschnitt von der Ortsteilgrenze zu Niederschöneweide etwa in Höhe des dortigen Silbergrasweges bis zur Wendenheide-Brücke. | Oberspreestraße |
| Ostritzer Straße (Lage)                 | 0270 (im Ortsteil)     | Ostritz, Stadt in Sachsen                                                                                                | 1. März 1996               | Sie führt von der Oberspreestraße zum Bruno-Bürgel-Weg in Niederschöneweide und bildet die Grenze zu diesem Ortsteil. Straßenland und die unbebaute Westseite (Bundeswehr-Dienststelle) liegen im Nachbarortsteil. Zu Adlershof gehören die Siedlungshäuser 11–17 und 29–41 (ungerade). An den zwischenliegenden Grundstücken reichen die Gärten der Häuser an der Friedlander Straße durch. | Ostritzer Straße, Nordostblick                                                                                         |
| Otto-Franke-Straße (Lage)               | 0960                   | Otto Franke (1877–1953), Politiker (KPD), Widerstandskämpfer                                                             | 24. Aug. 1962              | Sie führt von der Zinsgutstraße zum Adlergestell. Der Straßenlauf war 1887 als Oppenstraße im Südosten der Ortslage angelegt worden. Während der NS-Zeit befand sich in der Straße ein Zwangsarbeitslager (Oppenstraße 76/78). Nahe zum Adlergestell befinden sich vorzugsweise Gewerbeflächen, nördlich der Moissistraße stehen Wohnhäuser. An der Westseite befinden sich Altbauten, die Ostseite wurde später bebaut. | Otto-Francke-Straße |
| Pfarrer-Goosmann-Straße (Lage)          | 0320                   | Max Goosmann (1899–1971), Pfarrer an der evangelischen Verklärungskirche                                                 | 11. Sep. 2002              | Die Straße auf dem WISTA-Gelände verbindet als Verlängerung der Abraham-Joffe-Straße den Groß-Berliner-Damm mit der Wagner-Régeny-Straße. An der Straße liegen Ämter der Bezirksverwaltung und die Musikschule auf der Südseite auf dem Karree zur Hans-Schmidt-Straße hin. Dafür werden teilweise die Kasernen des vormals hier stationierten MfS-Wachegiments genutzt. | Pfarrer-Goosmann-Straße                                                                                                |
| Pfingstberggasse (Lage)                 | 0240                   | Pfingstberg, Schlachtenort im Deutschen Bauernkrieg bei Ingolstadt in Unterfranken. Florian Geyer hatte dort seine Burg. | 1. März 1996               | Die kleine Straße mit den Grundstücken 1 (Wohnhaus), 2 (Kita), 6, 10 (Schle) führt von der Florian-Geyer-Straße zur Genossenschaftsstraße. In der Straße steht eine Kindertagesstätte der evangelischen Kirchengemeinde Adlershof und die Jugendhilfe an der Südseite. An der Nordseite befinden sich die Garteneingänge für die Siedlungshäuser an der Gemeinschaftsstraße. Zur Genossenschaftsstraße führt die Ausfahrt südostwärts um deren Grundstücke 38–44 herum. | Pfingsberggasse |
| Platz der Befreiung (Lage)              | 0070 × 20              | Der Platz erinnert an die Befreiung vom Nationalsozialismus durch die Rote Armee.                                        | 1948                       | Auf dem Platz sollen sich im April 1945 sowjetische Truppenteile vereinigt haben. Er liegt gegenüber dem S-Bahnhof Adlershof zwischen Adlergestell und Abtstraße. Der Platz wurde 2011/2012 rekonstruiert. Im Berliner Straßenverzeichnis als Platz und „G“ aufgenommen wurde. Die Fläche an der Abtstraße und dem Adlergestell war vor der Benennung in den 1950er Jahren als Süßer Grund 1922_6589 im Straßenverzeichnis enthalten, da hier eine Restfläche des Amtes verblieben war. | Platz der Befreiung |
| Radickestraße (Lage)                    | 0950                   | Julius August Fritz Radicke (1809–1870), Gutsbesitzer                                                                    | vor 1880                   | Sie führt längs durch Adlershof-Süd von der Zinsgutstraße zum Adlergestell. Die Straße wurde zunächst als Privatstraße angelegt und war um 1880 eine kaum bebaute, sandige Straße. Hans von Oppen benannte die Straße nach seinen Schwiegereltern, Gutsbesitzer und Brennereibesitzer. Um 1880 wurden die vorhandenen Adlershofer Trassen vorzugsweise nach Landbesitzern benannt. Zwischen 1898 und 1912 kamen die Wohnbauten hinzu. An der Straße wurde 1912 die erste Luftfahrerschule eingerichtet und 1920 die erste weltlich Schule in Preußen. Von 1960 bis 1991 hieß sie Peter-Kast-Straße. Am 1. Januar 1992 erhielt sie ihren ursprünglichen Namen zurück. Der Spirituosenfabrikant Radicke hatte am 24. Juli 1867 das Adlershofer Gut ,Süßengrund’ erworben. Die Straße ist eine der ältesten Straßen in Adlershof. Die Anna-Seghers-Schule (in der DDR-Zeit Oberschulen Heinz-Kapelle und Marschall I. S. Konew), erbaut 1898 als 2. Gemeindeschule (für Mädchen) von Adlershof, sowie die Wohnanlage Adlergestell/Radickestraße sind gelistete Baudenkmale. Die Straße ist eine der ältesten Straßen von Adlershof. In einem Hintergebäude Radickestraße 46 Ecke Friedenstraße befand sich seit den 1940er Jahren ein Pantoffelkino, im Volksmund auch Flohkiste genannt. Das wurde 1994 wieder belebt und ist seitdem als ,Casablanca’ im Kiez aktiv. (→ Friedenstraße). | Kleinabspannwerk · Radickestraße                                                                                       |
| Richard-Willstätter-Straße (Lage)       | 0550                   | Richard Willstätter (1872–1942), Chemiker, Nobelpreisträger                                                              | 26. Aug. 1998              | Die Straße liegt auf dem WISTA-Gelände im Südosten. Sie führt von der Straße Am Studio zur Magnusstraße. Sie wurde am 1. Dezember 2003 für den öffentlichen Verkehr freigegeben. Richard-Willstätter-Straße 11 befindet sich die BAM, Zweigstelle Adlershof. | Richard-Willstätter-Straße                                                                                             |
| Rudower Chaussee (Lage)                 | 1720                   | Rudow, Ortsteil im Berliner Bezirk Neukölln                                                                              | vor 1893                   | Die Straße folgt einer im 18. Jahrhundert angelegten Wegeverbindung, die Köpenick und Adlershof mit Rudow verband. Die Rudower Chaussee wurde bereits im Adressbuch von 1893/1894 erwähnt. Sie verläuft vom S-Bahnhof Adlershof über das WISTA-Gelände zur Hermann-Dorner-Allee und führt im Ortsteil Johannisthal als Eisenhutweg fort. Der ursprüngliche direkte Verlauf der Rudower Chaussee zum Nachbarort westlich um „Das Bruchland“ wurde durch den Bau des Teltowkanals und der notwendigen Brücke beeinflusst. Mit dem Eisenhutweg durch Beschluss vom 20. November 1959 wurde der in Ost-Berlin liegende Teil der überwiegend auf Rudower Gebiet befindlichen Köpenicker Straße in die Rudower Chaussee einbezogen (von der ehemaligen Wredebrücke über den Teltowkanal bis zur Rudower Straße). Nach 1973 wurde die Rudower Chaussee verkürzt, der 1959 einbezogene Abschnitt wieder aufgehoben und der Verlauf nach West direkt in den Eisenhutweg gebildet. Vorher abseits zwischen Akademiegelände und Wachregiment gelegen wurde sie mit dem Wissenschafts- und Wirtschaftsstandort zur zentralen Straße. Mit der Führung zwischen Adlergestell und dem Autobahnanschluss über Hermann-Dorner-Allee und ernst-Ruska-Ufer wird die Rudower Chaussee im Berliner Straßennetz als regionale Hauptstraße geführt (Kategorie III). Durch die zentrale Lage im „neuen“ Teil von Adlershof erhielt die Straße Tram-Gleise in Mittellage auf denen die Linien 60 und 61 vom S-Bahnhof zur Endhaltestelle in der Karl-Ziegler-Straße verlängert wurden. | Ehemaliger Grenzübergang zwischen Ost- und West-Berlin an der Rudower Chaussee (Foto vom Nov. 1989) · Rudower Chaussee |
| Rumplerzeile                            |                        | Edmund Rumpler (1872–1940), österreichisch-deutscher Flugzeug- und Automobilkonstrukteur                                 | vor 1. Feb. 2011           | | |
| Rutherfordstraße (Lage)                 | 0160 + 100             | Ernest Rutherford (1871–1937), neuseeländischer Physiker, Nobelpreisträger                                               | 26. Juni 1998              | Beim Übergang des Akademiegeländes zur neuen Nutzung als Wissenschaftsstandort wurden die bestehenden Gebäude von Unternehmensausgründungen genutzt. Zu diesen wurden zunächst vorhandene Straßenzüge geführt und benannt, so auch die nichtamtliche Rutherfordstraße. Nach der Sanierung und Ausgestaltung wurde der Abschnitt zwischen Kekulé- und Albert-Einstein-Straße am 1. Dezember 2003 für den öffentlichen Verkehr freigegeben. Die gewidmete, ausgebaute Straße liegt mit den Grundstücken 1 und 2 zwischen Albert-Einstein- und Kekuléstraße. Zur Rudower Chaussee führt eine Durchfahrt durch das fünfgeschossige Gebäude Rutherfordstraße 1. Eine abbiegende Fahrstraße führt am Nordende um das Forschungszentrum zur Wegedornstraße. In der Rutherfordstraße 2 hat das Deutsche Zentrum für Luft- und Raumfahrt Standort Berlin seinen Sitz. | Rutherfordstraße Deutsches Zentrum für Luft- und Raumfahrt                                                             |
| Schneckenburgerstraße (Lage)            | 070                    | Max Schneckenburger (1819–1849), Dichter                                                                                 | 1910                       | Die kurze Straße verbindet die Anna-Seghers-Straße mit der Gellertstraße. Ein Spielplatz befindet sich Schneckenburger/Gellertstraße. Im Adressbuch 1922 ist sie aufgeführt von der Moltkestraße ab, jedoch unbebaut. | Schneckenburgerstraße                                                                                                  |
| Schwarzschildstraße (Lage)              | 0380                   | Karl Schwarzschild (1873–1916), Astrophysiker                                                                            | 26. Aug. 1998              | Die Privatstraße auf dem WISTA-Gelände trug schon vor ihrer Widmung den nichtamtlichen Namen Schwarzschildstraße. Sie führt von der Rudower Chaussee zur Johann-Hittorf-Straße. Das „Helmholtz-Zentrum Berlin für Materialien und Energie“ ist in der Schwarzschildstraße 3 angesiedelt. Zur Straße gehören die Gewerbe- und Forschungsbauten 1, 3 und 13 auf der Ostseite, sowie 2–14 in denen auch Einrichtungen der Humboldt-Universität untergebracht sind. Von letzteren liegen 2, 8–14 an der Straße, allerdings 4 und 6 an der James-Franck-Straße. Die Schwarzschildstraße führt über die Rudower Chaussee nach Süden und über die Bendemannstraße bis an die Pflanzenkläranlage. | Schwarzschildstraße |
| Seidenbaustraße (Lage)                  | 0110                   | Zur Erinnerung an den in dieser Gegend im 18. Jahrhundert versuchten Seidenbau                                           | 16. Aug. 1928              | Die Straße wurde 1910 als Lilienthalstraße angelegt, im Adressbuch 1922 vom Adlergestell ab als unbebaut aufgenommen. Sie führt vom Adlergestell zur Anna-Seghers-Straße. 1751 befand die Kurmärkische Kriegs- und Domänenkammer das Gelände, genannt der ,Süße Grund’, als geeignet für die Anlage einer Maulbeerplantage. Bewerber um das Gelände waren verpflichtet, dort Maulbeerbäume zu setzen. Für 1929 ist im Adressbuch die Seidenbaustraße genannt. Vom Adlergestell her 1–11 (fortlaufend) sind die Grundstücke mi Mehrfamilienhäusern zur Moltkestraße/Adlergestell bebaut | Seidenbaustraße |
| Selchowstraße (Lage)                    | 0480                   | Werner von Selchow (1806–1884), preußischer Landwirtschaftsminister oder August Selchow (1829–1892) Grundeigentümer      | 16. Jan. 1889              | Die Straße liegt zwischen Hackenbergstraße und Lohnauer Steig im Nordosten der Ortslage. Sie liegt parallel zwischen Dörpfeld- und Stienitzseestraße. Um 1880 wurde sie der Lage nach als Mittelstraße angelegt, bevor sie am 16. Januar 1889 ihren Namen erhielt. Sie ist eine der ältesten Straßen in Adlershof und lag zwischen der Kurstraße und der Dorfstraße. Sie führt parallel zur Dörpfeldstraße von der Hackenbergstraße bis zur Waldstraße. Hier steht seit den 1920er Jahren die Feuerwache (Haus Nummer 4), die ein villenähnliches Aussehen besitzt. Im Parterrebereich gibt es vier im Rundbogenstil ausgeführte Wageneinfahrten nebeneinander. | Selchowstraße |
| Silberberger Straße (Lage)              | 0310                   | Silberberg, Dorf in der Provinz Niederschlesien, seit 1945 Srebrna Góra in Polen                                         | 20. März 1929              | Der Teilabschnitt der Waldstraße zwischen Adlergestell und Genossenschaftsstraße wurde ausgegliedert und erhielt 1929 den Namen Silberberger Straße. Sie führt vom Adlergestell zur Florian-Geyer-Straße. Die 1953/1954 errichtete Wohnanlage und die Anna-Seghers-Gedenkstätte sind gelistete Baudenkmale. | Silberberger Straße |
| Steinbachstraße (Lage)                  | 0390                   | Erwin von Steinbach (um 1244–1318), Steinmetz und Baumeister                                                             | 31. Mai 1951               | Die Straße in der Siedlung ,Am Adlergestell’ führt teilweise als Einbahnstraße von der Vogelbeerstraße bis zum Adlergestell. Von 1933 bis 1951 hieß sie Argonnenweg. Die Grundstücke 1–141 (wechselseitig, wie anfangs für den Argonnenweg) sind mit zweigeschossigen Einfamilienreihenhäusern bebaut (Kleinhaussiedlung). Die Straße ist einspurig (3 m) mit einseitigem Gehweg und kleinen Vorgärten, zu den Häusern gehört nach hinten ein kleiner Garten der zu den Grundstücken der Husstraße (Ostseite), westlich mit 12 m Breite an die Nachbargrundstücke anschließt. | Steinbachstraße |
| Stienitzseestraße (Lage)                | 0440                   | Stienitzsee, See in Brandenburg                                                                                          | 31. Mai 1951               | Sie führt von der Hackenbergstraße zur Waldstraße. Die Trasse war nach 1870 als Kurstraße angelegt worden und erhielt 1889 den Namen Feldherrnstraße. Durch die Bebauung des Gebiets der Genossenschaftsstraße und der Helbigstraße vom Marktplatz nach Westen waren die Feldherrnstraße und die Verlängerte Feldherrnstraße geteilt. Der südliche Teil – Verlängerte Feldherrnstraße – zwischen Adlergestell und Genossenschaftsstraße war 1929 in Altheider Straße umbenannt worden. 1951 folgte im Rahmen der Benennungen durch den Ost-Berliner Magistrat die Feldherrnstraße wegen des militaristischen Ursprungs ihres Namens. | Stienitzseestraße |
| Süßer Grund (Lage)                      | 0450                   | Süßer Grund, alte Flurbezeichnung für die ehemals hier gelegenen Wiesen                                                  | 9. Mai 2000                | Der bereits vorhandene Weg wurde vorher als Schwarzer Weg bezeichnet. Den Namen ,Süßer Grund’ trug bis 1948 der spätere Platz der Befreiung. Der Weg führt von der Dörpfeldstraße zum Büchnerweg. Die fünf Meter breite asphaltierte Straße ohne Gehweg ist als Verkehrsberuhigter Bereich markiert und im Straßenverzeichnis Berlins als Gemeindestraße aufgenommen. Neben älteren Häusern und Grundstücksrückseiten (Norden) stehen einige neu erbaute Eigenheime. Zur Straße gehören die Grundstücke 18–36 (gerade), wobei über einen gesonderten Eingang 32–36 quer zum Straßenlauf liegen. Unter dem Namen Süßergrund existierte in dieser Gegend seit der Mitte des 18. Jahrhunderts eine Büdnerkolonie. Der Erbeigentums- und Zinsvertrag zwischen dem königlichen Laternen-Kommissar Sievicke und der Kurmärkischen Kriegs- und Domänenkammer vom 14. April 1754 kann als Gründungsakt von Adlershof angesehen werden. Mit ihm wurde der Grundstein für den späteren Gutsbezirk Adlershof-Süszengrundt gelegt, aus dem 1879 der Gemeindebezirk Adlershof hervorging. | Süßer Grund · Süßer Grund                                                                                              |
| Thelenstraße (Lage)                     | 0100                   | Robert Thelen (1884–1968), Luftfahrtpionier                                                                              | 1910                       | Die Thelenstraße verbindet die Altheider Straße mit der Silberberger Straße. Auf dem Bebauungsplan von 1907 wurde sie als Neue Straße B ausgewiesen. Die Straße erschließt die an beiden Seiten stehenden dreigeschossigen Häuserblockkarrees zur Anna-Seghers-Straße und dem Adlergestell. 1922 noch an der Verlängerten Feldherrnstraße als unbebaut im Adressbuch aufgenommen sind die jeweils sechs Häuser in Reihe an beiden Seiten (1–12, fortlaufend) im Eigentum von Bodenstedt (W 35, Corneliusstraße) mit sechs Familien bewohnt. Robert Thelen hatte 1910 als erster vom Flugplatz Johannisthal aus die Gemeinde Adlershof mit einem Flugzeug überflogen. Die Straße gehörte zum Berliner Bauschwerpunkt VI – Adlershof, bei dem zahlreiche Wohnungen neugebaut oder instandgesetzt wurden. Das Bild zeigt einen Blick in die Thelenstraße vom 5. Juni 1950. | Thelenstraße · Wohnblocks der Thelenstraße 1950                                                                        |
| Thomas-Müntzer-Straße (Lage)            | 0230                   | Thomas Müntzer (1489–1525), Revolutionär im Bauernkrieg                                                                  | 31. Mai 1951               | Sie führt als Verlängerung der Florian-Geyer-Straße über der Dörpfeldstraße zur Radickestraße. 1891 wurde die Straße in der westlichen Ortslage angelegte Metzer Straße bebaut. Die verkehrsberuhigte Straße mit Gehwegen ist vorwiegend mit Altbauten (teilweise aus der Gründerzeit) bebaut, teilweise an der Fassade saniert. Die Grundstücke sind gegenüber der Metzer Straße umnummeriert, nunmehr wechselseitig von der Dörpfeldstraße ab mit 5–23 (ungerade, Nordseite) und 2, 6–18 (gerade) nummeriert. | Thomas-Müntzer-Straße                                                                                                  |
| Vimystraße (Lage)                       | 0390                   | Vimy, Gemeinde in Frankreich, Ort der Schlacht von Vimy 1917                                                             | 23. Nov. 1933              | Sie führt von der Neltestraße zur Anna-Seghers-Straße. Als Planstraße der 1919 vorgesehenen Siedlung der Gemeinde Adlershof für Wohnungssuchende nach dem Ersten Weltkrieg war sie als Straße 54 angelegt worden. Die Bebauung erfolgte nach Inflation und Weltwirtschaftskrise zu Beginn der 1930er Jahre. Die Straße liegt in einem Gebiet, in dem mehrere Straßen nach Schlachtfeldern des Ersten Weltkriegs benannt worden waren. 1951 erfolgte die Umbenennung der umliegenden Straßen mit militaristischem Bezug mit Ausnahme der Vimystraße. Zur Straße gehören die bebauten Grundstücke 2–8c (Reihendoppelhäuser) und 18, 20 (gerade, Doppelhaus an der Ecke Anna-Seghers-Straße). Die Grundstücke an den beiden Querstraßen sind diesen zugehörig. 1935 sind im Adressbuch von Straße 51 über den Argonnenweg (linke Seite) 1–17 (ungerade, außer Neubau Nr. 9 unbebaut) und auf der rechten Seite zur Volkswohlstraße 2–16 (unbebaut, außer Neubau 10), sowie das Doppelhaus der Gagfah auf 18/20 verzeichnet. | Vimystraße |
| Vogelbeerstraße (Lage)                  | 0740                   | Vogelbeere, Laubbaum der Gattung Mehlbeeren                                                                              | 31. Mai 1951               | Sie führt von der Neltestraße bis zur Genossenschaftsstraße. Die Planstraße in der 1919 projektierten Gemeindesiedlung war Straße 52. Da der Aufbau durch Inflation und die Übernahme der Gemeindefinanzen durch Bildung Groß-Berlins in die Verwaltungsbezirke überging verzögerte sich der Häuserbau. Mit der Wiederaufnahme des geänderten Projektes Anfang der 1930er Jahre wurde zwischen Straße 51 über Argonnenweg, Winterbergreihe, Arrasstraße, Straße 55 zur Genossenschaftsstraße die Longwystraße geschaffen worden. Zur Vogelbeerstraße gehören die Grundstücke 3–23 (ungerade) an der Nordseite, die in drei Blöcken längs etwas von der Straße entfernt stehen. An der Südseite liegen die Wohnbauten mit Garten der Kleinhaussiedlung der Querstraßen. | Vogelbeerstraße |
| Volmerstraße (Lage)                     | 0830                   | Max Volmer (1885–1965), Chemiker                                                                                         | 26. Aug. 1998              | Die Straße auf dem WISTA-Gelände entstand auf einer Trasse auf dem Akademiegelände im Bereich der Chemischen Institute als Volmerstraße. Nach der Sanierung und Ausstattung wurde sie am 1. Dezember 2003 für den öffentlichen Verkehr freigegeben. Die Volmerstraße führt von der Rudower Chaussee zur Wilhelm-Ostwald-Straße mit der Ausfahrt zum Ernst-Ruska-Ufer. In der Vollmerstraße 3 hat die Gesellschaft zur Förderung angewandter Informatik ihren Sitz, in der Nr. 7b/9a die Versuchsanstalt der Hefeindustrie. | Volmerstraße |
| Wagner-Régeny-Straße (Lage)             | 0330                   | Rudolf Wagner-Régeny (1903–1969), Komponist                                                                              | 11. Sep. 2002              | Die Straße am Rand des WISTA-Geländes liegt zwischen der Rudower Chaussee und der Georg-Schendel-Straße nahe der Ortsteilgrenze. Zur Straße gehört lediglich das Grundstück 8 an der Ecke Pfarrer-Goosmann-Straße, die weiteren Flächen an der Südseite sind (Stand 2015) unbebaut. Die gegenüberliegende (nördliche) Straßenseite bis an das Bahngelände bleibt nach Plan unbebaut. Auf dem Grundstück 8 steht das Gebäude des Instituts für Produktqualität. Der Straßenname wurde auf Antrag der PDS-Fraktion im April 2001 dem Bezirksamt eingebracht. Er war als Ersatzname zur beabsichtigten Benennung von Nummern–Straßen eingereicht worden. Vorschlag war es in der Siedlung Spreetal in Altglienicke Straßen komplett nach verdienten Künstlern zu benennen, die in Treptow gelebt oder gearbeitet haben. Stattdessen wurde der Name im WISTA-Gelände eingesetzt. Der geplante Weiterbau der Trasse der Wagner-Regeny-Straße zur Verlängerung der Hermann-Dorner-Allee wurde im Ortsteil Johannisthal als Igo-Etrich-Straße benannt. | Wagner-Régeny-Straße                                                                                                   |
| Waldstraße (Lage)                       | 0390                   | Waldgebiet Wendenheide als Ausläufer der Köllnischen Heide                                                               | um 1885                    | Die Waldstraße verlief ursprünglich am Süd- und Ostrand der Köllnischen Heide in einem Bogen vom Adlergestell zur früheren Bismarckstraße. 1929 wurde der Teilabschnitt vom Adlergestell zur Genossenschaftsstraße in Silberberger Straße umbenannt. Ein zweiter (nördlicher) Teilabschnitt, von der Genossenschaftsstraße bis an den verbliebenen West-Ost-Abschnitt der Waldstraße, wurde 1930 in die Friedlander Straße einbezogen. Seither liegt die Waldstraße (ursprünglich am Nordrand der Ortsfläche) zwischen Dörpfeldstraße und Friedlander Straße in Höhe des Städtischen Friedhofs Adlershof im Ortsteilinneren. | Waldstraße |
| Walther-Nernst-Straße (Lage)            | 0130                   | Walther Nernst (1864–1941), Physiker und Chemiker, Nobelpreisträger                                                      | 25. Juni 1998              | Die Straße auf dem WISTA-Gelände entstand auf einer vorhandenen Trasse des Akademiegeländes unter der vorübergehenden Benennung Nernststraße. Hier liegende Gebäude wurden zunächst von Ausgründungsunernehmen genutzt. Sie wurde am 1. Dezember 2003 für den öffentlichen Verkehr freigegeben und führt von der Albert-Einstein-Straße zur Rudower Chaussee. Mit den Grundstücken 1–5 sind drei Wirtschafts-/ Gewerbebauten der Straße zugeordnet, die Südseite gehört zur parallelen Volmerstraße. | Walther-Nernst-Straße                                                                                                  |
| Wassermannstraße (Lage)                 | 1000                   | August von Wassermann (1866–1925), Immunologe, eventuell auch Jakob Wassermann (1873–1934), Schriftsteller               | 24. Mai 1951               | Um 1880 wurde in dieser Trasse die Akazienallee angelegt, die 1889 in Kronprinzenstraße und schließlich (antiroyalistisch) 1951 nochmals umbenannt wurde. Die Straße liegt quer durch die Ortslage von der Friedlander Straße zum Glienicker Weg. Die Grundstückszählung (47–135, ungerade und 50–134) beginnt mit 47 (Ostseite) und 50 (Westseite) an der Friedlander Straße, die kleineren Zahlen würden in den Friedhof führen. Durch die mehrfache Vergrößerung des pietätbefangenen Friedhofs nach Nordost wurde eine Verlängerung der Straße bis in den Forst verhindert. | Wassermannstraße |
| Weerthstraße (Lage)                     | 0110                   | Georg Weerth (1822–1856), Schriftsteller                                                                                 | 31. Mai 1951               | Die Weerthstraße liegt parallel zur Abtstraße zwischen Adlergestell (Platz der Befreiung) und Anna-Seghers-Straße mit den Wohnhäusern 2–10 (gerade) und 3–7. Auf der Amtsfläche Süßer Grund wurde um 1910 die Posadowskystraße angelegt. Hier befand sich in den 1920er Jahren das Standesamt des Ortes. | Weerthstraße |
| Wegedornstraße (Lage)                   | 0250 (im Ortsteil)     | Wegedorn, auch Kreuzdorn, Gattung der Kreuzdorngewächse                                                                  | 15. Dez. 1930              | Sie führt von der Rudower Chaussee zum Ernst-Ruska-Ufer und weiter über die Wegedornbrücke nach Altglienicke, wo sich der größte Teil der Straße befindet. Durch die Zuführungsfunktion ist die Straße im Berliner System als lokale Straßenverbindung aufgenommen. Die vierspurige Straße mit grünem Randstreifen und abgetrennten Geh- und Radwegen wurde im Zusammenhang mit der verkehrstechnischen Erschließung im Süden des WISTA-Geländes und dem Bau des Ernst-Ruska-Ufers einschließlich der Teltowkanalbrücke neu angelegt. Eine Grundstückszahlung beginnt mit 28 (gerade) und 29 (ungerade) im Nachbarortsteil, in Adlershof sind der Straße keine Grundstücke zugeordnet. An der Westseite befindet sich unbebaute Grünfläche und das Wirtschaftsgebäude der Pflanzenkläranlage, die gegenüberliegenden Gebäude gehören zu den Nachbarstraßen. | Wegedornstraße |
| Wilhelm-Hoff-Straße (Lage)              | 0400                   | Wilhelm Hoff (1883–1945), Flugtechniker                                                                                  | 11. Sep. 2002              | Die Straße auf dem WISTA-Gelände verläuft von der Karl-Ziegler-Straße zum Groß-Berliner Damm. In der Nordostecke des bis Mitte der 2010er Jahre nicht durch Gewerbebauten genutzten WISTA-Geländes nahe zum Landschaftspark sind Wohnbauten vorgesehen. | Wilhelm-Hoff-Straße |
| Wilhelm-Ostwald-Straße (Lage)           | 0230                   | Wilhelm Ostwald (1853–1932), Chemiker, Nobelpreisträger                                                                  | 26. Aug. 1998              | Die Straße führt von der Straße Am Studio zur Volmerstraße. Die Straße wurde nach 1990 auf der Trasse einer internen Straße des vorherigen Akademiegeländes zunächst zum Erreichen von Unternehmen der Akademie-Ausgründungen unter dem Namen Ostwaldstraße genutzt. Mit der Sanierung und normgerechten Ausstattung der Straße auf dem WISTA-Gelände wurde sie am 1. Dezember 2003 für den öffentlichen Verkehr freigegeben. Zur Straße gehören Wirtschafts- und Gewerbebauten auf den Grundstücken 1–7 an der Südostseite und Tennisplätze (Berliner Tennis Club WISTA) auf Nr. 4. | Wilhelm-Ostwald-Straße                                                                                                 |
| Willi-Schwabe-Straße (Lage)             | 0110                   | Willi Schwabe (1915–1991), Schauspieler und Fernsehmoderator                                                             | 11. Sep. 2002              | Die Straße liegt in der Media-City auf dem WISTA-Gelände. Sie geht von der Ernst-Augustin-Straße ab. Mit weiteren Nummernstraßen im Bezirk wurde auf Antrag der PDS vom 24. April 2001 die Straße 72 in Willi-Schwabe-Straße benannt. | Willy-Schwabe-Straße                                                                                                   |
| Wünschelburger Gang (Lage)              | 0190                   | Wünschelburg, Stadt in der Provinz Niederschlesien, seit 1945 Radków in Polen                                            | 17. Mai 1930               | Nach Bebauungsplan wurde sie in der Siedlung Wendenheide als Straße 16 trassiert. Die Straße verbindet Lohnauer Steig und Freystadter Weg. Von letzterem führt sie den Fahrzeugverkehr ab. | Wünschelburger Gang |
| Zinsgutstraße (Lage)                    | 0670                   | Zinsgut, Landgut in Abhängigkeit von einem Grundherrn                                                                    | 19. März 1938              | Der vorherige Name zwischen 1888 und 1938 war Kaiser-Friedrich-Straße. Die Umbenennung erfolgte auch da es mit der Bildung von Groß-Berlin mehrere Kaiser-Friedrich-Straße in den Gesamtstadt gab und Mehrdeutigkeiten beseitigt werden sollten. Zur Geschichte siehe auch Süßer Grund. Die Zinsgutstraße liegt zwischen Dörpfeldstraße und Glienicker Weg am Nordrand der Ortslage Adlershof. Sie schließt die Straßen westlich der Dörpfeldstraße nordwärts ab. An der Straße (Südostseite) liegt zur Bahnlinie hin die Kleingartenkolonie „Lange Gurke“. Die Straße ist an der Südseite (rechts) auf den Grundstücken 2–76 (gerade) und gegenüberliegend (1–75) mit Wohnhäusern bebaut, darunter auch Eigentumswohnungen. Die Flächen in die Geländetiefe zum Fritz-Lesch-Stadion sind mit Wohnblöcken der 1960er Jahre bebaut, die Adressierung ist vorwiegend mit Kleinbuchstaben unterteilt. Am Westende sind die Häuser 77–87a der Dörpfeldstraße zugerechnet. | Zinsgutstraße 51–76 Wohnanlage von Julius Schüler · Zinsgutstraße                                                      |
| Zum Großen Windkanal (Lage)             | 0240                   | Großer Windkanal, technisches Denkmal als Teil der Aerodynamischen Parks                                                 | 11. Sep. 2002              | Die Straße verbindet als Verlängerung der Hans-Schmidt-Straße auf dem Gelände des WISTA die Newtonstraße mit dem Groß-Berliner Damm. An der Straße liegen die Grundstücke 1, 3 (Südost) und 2–6 (gerade). Letzteres sind drei im Karree nordwestlich der Straße stehende Kaserne des vormaligen MfS-Wachregiments. Im Haus 4 sind Einrichtungen des Bezirksamtes untergebracht. Zum Großen Windkanal 6 wurde Mitte 2010 von der WISTA Adlershof die „Kaserne 1“ der Universität übergeben. Das Gebäude hatte in den letzten Jahren diverse Zwischennutzungen erfahren und war für diese Zwecke – nur ohne Grundinstandsetzung – hergerichtet worden. Namensgebend ist der 1932–1934 im Auftrag der Deutschen Versuchsanstalt für Luftfahrt (DLV) erbaute Windkanal. Er wurde seinerzeit aus 8 cm starkem, mittig bewehrten Beton errichtet. Der Durchmesser beträgt im Mittel ca. 10 m und die Einzellängen und auch die Stützweiten der Röhren betragen bis zu 40 m. Historische statische Unterlagen existieren nicht mehr. Da der Windkanal sehr begehrt für Filmaufnahmen ist und keinerlei Angaben bezüglich zulässiger Verkehrslasten vorhanden sind, wurde das Bauwerk statisch nachgewiesen und zulässige Verkehrslasten ermittelt. | Zum Großen Windkanal                                                                                                   |
| Zum Trudelturm (Lage)                   | 090                    | Trudelturm, technisches Denkmal als Teil der Aerodynamischen Parks                                                       | 9. Feb. 2005               | Der Verbindungsweg liegt auf dem WISTA-Gelände als Privatstraße zum Fußgängerbereich der Brook-Taylor-Straße, der den. Sie führt am Motorenprüfstand vorbei zum Trudelturm. Diese Straße ist von Zum Großen Windkanal durch den Aerodynamischen Park unterbrochen und führt von der Max-Born-Straße direkt auf den Trudelturm zu. Grundstücke sind dieser Straße nicht zugeordnet, dennoch ist sie im Berliner Straßenverzeichnis unter 9229 als Gemeindestraße aufgenommen. | Zum Trudelturm |
| Zur Holzoper (Lage)                     | 0400                   | Holzoper, überlieferter Name des ehemaligen Vereinsheims des Arbeiter-Turn-Vereins Adlershof                             | 1. Nov. 2011               | Die von der Genossenschaftsstraße abgehende Privatstraße erschließt ein neues Siedlungsgebiet, das auf dem Grundstück Genossenschaftsstraße 1 eingerichtet wurde. 1927 erbaute der ATV (Arbeiter-Turn-Verein) Adlershof einen Sportplatz und eine Holzbaracke, die als Vereinsheim („Holzoper“ genannt) diente. Der Sportplatz wurde 1997 geschlossen. Der Name ,Holzoper’ bezieht sich wahrscheinlich auf Kulturveranstaltungen, die im Sportheim stattfanden. Die Straße wurde in der Sitzung des Bezirksamtes Treptow-Köpenick am 23. August 2011 mit Beschluss Nr. 632/11 über die Benennung einer Privatstraße im Ortsteil Adlershof gewidmet. | Berlin-Adlershof Zur Holzoper                                                                                          |

## Ehemalige Straßen
Laut dem Adressbuch von 1922 gehörten die jenseits des Teltowkanals im Winkel des Grünauer Kreuz liegenden Straßen Am Kanal, Adlerhorst, Amselhorst und Drosselsteg zur Flur Adlershof unter Post Grünau. Mit der Bezirksreform von 1938 kamen diese zum Ortsteil Grünau. Die 1935 auch für Johannisthal aufgeführt Adresse „Flugplatz“ ist für Adlershof in das Südgelände links vom Bahnhof und das Nordhgelände rechts vom Bahnhof verwiesen. Das Gelände an der Rudower Chaussee ist im Eigentum der Stadt Berlin 1935 ist Rudower Chaussee (fortlaufend) bis Nr. 7 als Abriss und 8–15 für den Magistrat, 31–41 für das Reichsbauamt vom Bahnhof zur Gemarkung Altglienicke aufgeführt. Auf der Gegenseite neben unbebauten Grundstücken Bauten des Fiskus der Reichsbahn, Industrieflächen. Zwischen Grundstück 124c und 125 führt ein „Weg“ nach Ost, bevor an dieser Seite die Zählung vor Eisenbahn, Adlergestell endet. 1922 ist die Beschreibung der Rudower Chaussee Adlergestell / Bahnhof bis Gemarkung Rudow. Für die Nordseite der Eintrag „Flugplatz (gehört zu Johannisthal)“ sowie 150–176 (Baracken), an der Südseite 1 (Baustelle), auf Grundstück 2 von Eisenbahnern bewohnt (Eigentümer: Bruck'sche Erben) und Grundstück 3 das Restaurant „Birkenwäldchen“.
| Name                              | Namensherkunft | wann benannt  | bis wann gültig | ggf. heutiger Name            | Anmerkungen |
| --------------------------------- | --- | ------------- | --------------- | ----------------------------- | --- |
| Agastraße                         | Autogen-Gasaccumulatoren A.G. (Aga), eine hier zuvor ansässige Fabrik für technische Gase                                                                   | vor 1966      | 1. Sep. 2005    | → Am Studio                   | Die Straße wurde Ende der 1950er Jahre angelegt zwischen dem Studiogelände des Deutschen Fernsehfunks und der AdW und erhielt danach diesen Namen. Eine offizielle Namensvergabe ist nicht nachweisbar. |
| Allee von Coepenick nach Glinicke | Berlin-Köpenick, Altglienicke Richtung | überliefert   | vor 1890        | → Köpenicker Straße           | Es war die alte Ortsverbindung von der Stadt Cöpenick zum Dorf Altglienicke. Als Adlershof Gemeinde im Kreis Teltow wurde änderte sich wohl auch der Ausbauzustand. |
| Argonnenweg                       | Argonnen, Landschaft in Nordostfrankreich, Kriegsschauplatz im Ersten Weltkrieg                                                                             | 23. Nov. 1933 | 31. Mai 1951    | → Steinbachstraße             | Die Straße in der Siedlung ,Am Adlergestell’ war vor ihrer Benennung eine nummerierte Privatstraße. Sie lag auf der 1919 für Siedlungsbauten der Gemeinde Adlershof geschaffenen Fläche des damaligen Gemeindewaldes in der Köllnischen Heide, deren Bebauung erst in den 1930er Jahren umgesetzt wurde. Erstmals erwähnt ist sie im Adressbuch 1935 mit den Grundstücken 1–141 (wechselseitig, Orientierungsnummerierung) im Eigentum der Gagfah, neben einigen Neubauten sind bewohnte Einfamilienhäuser verzeichnet. Das Thema der Argonnenschlacht war 1951 Anlass für die Umbenennung. |
| Arrasstraße                       | Arras, Kriegsschauplatz im Ersten Weltkrieg in Nordostfrankreich                                                                                            | 23. Nov. 1933 | 31. Mai 1951    | → Florian-Geyer-Straße        | Die Benennung des Straßenzugs Straße 53, Kleingartenweg und Sedanstraße erfolgte im November 1933 im Zusammenhang mit Benennungen nach Schlachtenorten des Ersten Weltkriegs. Die Arrasstraße ist im Adressbuch 1935 zwischen Longwy- zur Bismarckstraße angegeben, links die Grundstücke 1–111 (ungerade) und rechts 2–112 (gerade). In den kleiner nummerierten Grundstücken der Stadt Berlin um die Gemeinschaftsstraße stehen meist Einfamilienhäuser, nach Osten zur Bismarckstraße Mehrfamilienhäuser. In der Nachkriegszeit erfolgte die Umbenennung im Rahmen der Entmilitarisierung 1951 durch den Magistrat von Ost-Berlin. |
| Auguste-Viktoria-Straße           | Auguste Viktoria, Gemahlin Wilhelms II. letzte Deutsche Kaiserin und Königin von Preußen                                                                    | 1889          | 10. Mai 1951    | → Büchnerweg                  | Die Straße führte zunächst vom Adlergestell zur Fabrik von Buxenstein und Lieberoth und wurde dann bis zur Kaiser-Friedrich-Straße (Zinsgutstraße) ausgebaut. Im Adressbuch 1931 sind für die linken Straßenseite von Kaiser-Friedrich-Straße, Straße A, Kronprinzen-, Handjerystraße, Arndtplatz, Arndt-, Kaiser-Wilhelm-, Roon-, Volkswohlstraße die Grundstücke 1–191 (ungerade, 15 mit Wohnhäusern bebaut). Auf der rechten Seite 2–100 (gerade, elf teils Mehrfamilien-Wohnhäuser) von Kaiser-Friedrich-Straße, über Handjery- und Arnsdtstraße, Arndtplatz, Kaiser-Wilhelm-Straße, Durchgang zur Bismarckstraße, Roon-, Volkswohlstraße, Adlergestell. Die meisten Grundstücke sind als Baustellen bezeichnet.Auguste-Viktoria-Straße. In: Berliner Adreßbuch, 1931, S. 1945.                                                                                       |
| Bismarckstraße                    | Otto von Bismarck (1815–1898), Kanzler des Deutschen Reiches                                                                                                | 29. Juli 1886 | 24. Mai 1951    | → Dörpfeldstraße              | Die Straße war zunächst die Dorfstraße, war an einem aus der Richtung von Frankfurt (Oder) und Köpenick nach Sachsen führenden Heerweg angelegt worden. Die Dorfstraße als Hauptstraße der zum Kreis Teltow gehörenden Landgemeinde Adlershof wurde mit der zunehmenden Verstädterung Adlershofs und dem Zuzug von Berlinern 1886 nach dem Reichskanzler Bismarck benannt. 1951 wurde sie im Zuge der Veränderungen von Straßennamen mit monarchistischem und militaristischem Ursprung vom Magistrat in Ost-Berlin in Dörpfeldstraße benannt. |
| Cöpenicker Straße                 | Berlin-Köpenick, Richtung | 13. Dez. 1884 | 17. Aug. 1886   | → Dörpfeldstraße (seit 1951)  | Die Dorfstraße von Adlershof war als Verbindungsweg nach Köpenick in Cöpenicker Straße benannt worden, ein kleiner Abschnitt ganz im Nordwestbereich hieß noch bis um 1935 Chaussee nach Cöpenick. Hier stand das Zollhaus der Gemeinde. Zwischen 1886 und 1951 trug der Verkehrsweg inner- und außerhalb der Ortslage den Namen Bismarckstraße. |
| Dorfstraße                        | traditioneller Name für die Hauptstraße eines Dorfes | überliefert   | 13. Dez. 1884   | → Dörpfeldstraße (seit 1951)  | Die Dorfstraße entstand mit dem Ausbau der Kolonie und dem Gut Adlershof. Die Dorfstraße als Hauptstraße der zum Kreis Teltow gehörenden Landgemeinde Adlershof wurde mit der zunehmenden Verstädterung Adlershofs und dem Zuzug von Berlinern nach dem Reichskanzler Bismarck benannt. Dabei wurde der gesamte Verkehrsweg auch außerhalb der Ortslage bis an die Stadtgrenze von Köpenick einbezogen. |
| Eichenallee                       | Eichen, Laubbaum (vergl. auch Akazienallee) | nach 1880     | 16. Jan. 1889   | → Moissistraße                | Die Straße wurde um 1880 in der östlichen Ortslage zwischen Radecke- und Oppenstraße als Eichenallee angelegt und 1889 in Roonstraße umbenannt. Nach Bebauungsplan von 1889 von der Radickestraße zur Straße V (Glienicker Weg) geplant wurden auf diesem Abschnitt Fabriken an der Oppenstraße erbaut. Im Jahr 1879 wurde das Landgut aufgelöst, Adlershof erhielt den Status einer städtischen Gemeinde, zudem erhielt der Ort am Adlergestell/Dorfstraße einen Haltepunkt. In Adlershofer Villenlage westlich der Bismarckstraße wurden einige Straßen als Alleen in Richtung der Grünauer Parforceheide vorgesehen, woraus sich beispielsweise die Straßennamen Eichen- und Akazienallee ergaben. |
| Eigenheimstraße                   | Eigenheim, Form von Wohneigentum | um 1920       | 1926            | → Eigenheimgasse              | Die Straße wurde in der 1919 projektierten Gemeindesiedlung für Notleidende des Ersten Weltkriegs angelegt. Da der vorgesehene Ausbau durch die Änderung der Planungs- und Finanzebene mit der Bildung von Groß-Berlin von der Landgemeinde des Teltowkreises an die neue Stadt überging wurde der Siedlungsbau unterbrochen und dadurch wohl die Trasse zur „Gasse“ zurückgestuft. Im Adressbuch 1922 sind links unbebaute Grundstücke und rechts 2–8 (gerade) vier „Eigenheime“ der Stadt Berlin aufgeführt, unter anderen für den Gemeindearzt und den Gemeindesekretär. |
| Engelmannstraße                   | Familie Engelmann, Der Namensgeber der Straße ist bisher nicht exakt ermittelt worden. Möglich ist der Architekt Ernst Engelmann.                           | 1875          | 13. Dez. 1884   | → Nipkowstraße                | Die Straße wurde um 1875 angelegt und in den Bebauungsplänen als Engelmannstraße bezeichnet. Sie verlief dem Bebauungsplan von 1889 zufolge von der Bismarckstraße bis zum Glienicker Weg. Der Namensgeber der Straße ist bisher nicht exakt ermittelt worden. Möglich ist der Architekt Ernst Engelmann, da anfangs die Namensvergabe vom Rittmeister Oppen beeinflusst wurde. |
| Erntedamm                         | Bezug zu den Erträgen (Ernte) der Kleingärten der Kleinhaussiedlung                                                                                         | vor 1922      | nach 1935       | → Am Adlergestell             | Die Straße entstand mit der 1919 geplanten Gemeindesiedlung. In der Lage zwischen Adlergestell und Volkswohlstraße ist sie sowohl 1922 als auch 1935 unbebaut und wird wohl beim Anlegen der Siedlungshäuser Mitte der 1930er Jahre umbenannt worden sein. Gleichfalls trifft dies wohl auf den 1922 vom Erntedamm abgehenden Siedlungsweg zu. |
| Feldherrnstraße                   | Feldherren, Heerführer des Deutsch-Französischen Krieges 1870/71                                                                                            | 1889          | 31. Mai 1951    | → Stienitzseestraße           | Die Straße, in den 1880er Jahren angelegt, verlief ursprünglich westlich der jetzigen Dörpfeldstraße von der Waldstraße bis Adlergestell. Sie wurde durch die Bebauung des Gebiets um die Genossenschaftsstraße und die Helbigstraße sowie die Anlage neuer Straßen geteilt. Der nördliche Teil verlief zwischen Waldstraße und Hackenbergstraße, der südliche zwischen Adlergestell und Genossenschaftsstraße. Der südliche Teil wurde 1929 in Altheider Straße umbenannt. Die Umbenennung der verbliebenen Feldherrnstraße in Stienitzseestraße erfolgte 1951. Im Adressbuch 1922 ist von Grundstück 1 an der Hackenbergstraße der Straßenlauf in Hufeisennummerierung zur Kronprinzenstraße gefolgt von der Baustellen 9–14 zur Waldstraße aufgeführt. Auf der Gegenseite sind elf Grundstücke der 15–31 mit Mehrfamilienhäusern bebaut.                               |
| Kaiser-Friedrich-Straße           | Friedrich III. (1831–1888), Deutscher Kaiser und König von Preußen                                                                                          | 25. Sep. 1888 | 19. März 1938   | → Zinsgutstraße               | Die Kaiser-Friedrich-Straße verlief in Adlershof ursprünglich von der damaligen Bismarckstraße zur Grenze der Weilandschen Grundstücke und wurde später bis zum Glienicker Weg verlängert. Im Kaiserreich wurden neu angelegte Straßen nach Personen der Herrscherfamilie benannt. Die Bebauung von Adlershof begann nach 1880 mit dem Bahnanschluss und der Bildung der Teltow-Gemeinde aus dem Gutsbezirk auf der östlichen Seite der Dorfstraße. |
| Kaiser-Wilhelm-Straße             | Wilhelm I. (1797–1888), erster Deutscher Kaiser und König von Preußen                                                                                       | 13. Dez. 1884 | 12. Apr. 1951   | → Nipkowstraße                | Im Kaiserreich wurden neu angelegte Straßen nach Personen der Herrscherfamilie benannt. Die Bebauung von Adlershof begann zwischen 1870 und 1880 mit dem Bahnanschluss und der Bildung der Teltow-Gemeinde aus dem Gutsbezirk auf der östlichen Seite der Dorfstraße. Die Umbenennung 1951 erfolgte, um Straßennamen monarchistischen, militaristischen und nationalsozialistischen Ursprungs zu beseitigen. |
| Kleingartenweg                    | Kleingärten der Siedlungshäuser | um 1922       | 23. Nov. 1933   | → Florian-Geyer-Straße        | Der Name des Wegs bezog sich auf die benachbarten Kleingartenanlagen, die bei der Umbildung des am Adlergestell liegenden Teils der Köllnischen Heide in die Kleinhaussiedlung entstanden. Der Kleingartenweg wurde 1933 zusammen mit der Straße 53 des Bebauungsplans und der zur Bismarckstraße führenden Sedanstraße in Arrasstraße einbezogen. Im Adressbuch 1922 ist die Straße in Fortsetzung der Sedanstraße über die Gemeinschaftsstraße hinweg zum Forst notiert. An der rechten Seite sind die Grundstücke 1–19 (ungerade) und links 2–20 (gerade) mit Siedlerhäusern bebaut, die im Eigentum der stadt Berlin, der Gemeinde Adlershof und vom Wohnungsverband Groß-Berlin bestehen. |
| Kronprinzenstraße                 | Kronprinz, Bezeichnung in Monarchien für den ältesten Sohn eines Kaisers oder Königs                                                                        | 16. Jan. 1889 | 24. Mai 1951    | → Wassermannstraße            | Um 1880 wurde die Akazienallee (vergl. Eichenallee) im Norden der Ortslage angelegt, die 1889 in Kronprinzenstraße und schließlich (antiroyalistisch) 1951 nochmals umbenannt wurde. Die Straße ist in ihrer Länge jedoch wenig ausgebaut. Nach dem Adressbuch von 1922 ist die Kronprinzenstraße zwischen Waldstraße (1,2 unbebaut), über Hoffmann-, Feldherrn-, Selchow-, Bismarckstraße, Radicke-, Auguste-Viktoria-, Oppenstraße, Glienicker Weg mit 1–24 und rücklaufend mit 25–49 (fortlaufend) nummeriert. Von diesen Grundstücken sind 33 noch unbebaut, die bestehenden Wohnhäuser teilweise mit 14 Mietparteien bewohnt. So sind zusammenhängende Grundstücke an der Bismarck- und der Radickestraße noch nicht ausgeführt. |
| Kurstraße                         | Kurmark, Territorium des Heiligen Römischen Reichs, auf dem die Kurwürde der Markgrafen von Brandenburg beruhte                                             | nach 1870     | 20. März 1929   | → Altheider Straße            | Der Name ist vermutlich von der Kurwürde abgeleitet und bezieht sich auf die Brandenburger Kurfürsten. Damit sind lokaler Bezug und die preußische Geschichte des Kaiserreichs verknüpft. Als südlicher Abschnitt erfolgte der erste Namenswechsel zur Feldherrnstraße. |
| Lilienthalstraße                  | Otto Lilienthal (1848–1896), deutscher Flugpionier | 1910          | 16. Aug. 1928   | → Seidenbaustraße             | Die Straße war aufgrund ihrer Nähe zum Flugplatz Johannisthal nach dem Flugpionier Lilienthal benannt worden. Im Adressbuch 1922 ist die Lilienthalstraße vom Adlergestell abgehend als unbebaut aufgenommen. Für 1929 ist im Adressbuch in dieser Trasse schon die Seidenbaustraße genannt. zu diesem Zeitpunkt sind vom Adlergestell her 1–11 die Grundstücke (fortlaufend) mit Mehrfamilienhäusern zur Moltkestraße/Adlergestell bebaut. |
| Lindenallee                       | Linden, Baumgattung Tilia in den Lindengewächsen | 1880          | 16. Jan. 1889   | → aufgehoben                  | Die Straße verlief dem Bebauungsplan zufolge von der Radickestraße bis zur Straße IV. Letztere war eine zwischen Adlergestell und der Moissistraße geplante und später nicht verwirklichte wieder aufgehobene Straße. Zu den Gründen der Namenswahl vergleiche mit Eichenallee. |
| Longwystraße                      | Longwy, Stadt im Département Meurthe-et-Moselle, Kriegsschauplatz im Ersten Weltkrieg                                                                       | 23. Nov. 1933 | 31. Mai 1951    | → Vogelbeerstraße             | Die Planstraße in der 1919 projektierten Gemeindesiedlung hieß Straße 52. Da der Aufbau durch Inflation und die Übernahme der Gemeindefinanzen durch Bildung Groß-Berlins in die Verwaltungsbezirke überging verzögerte sich der Häuserbau. Mit der Wiederaufnahme des geänderten Projektes Anfang der 1930er Jahre wurde zwischen Straße 51 über Argonnenweg, Winterbergreihe, Arrasstraße, Straße 55 zur Genossenschaftsstraße die Longwystraße geschaffen worden. Die Grundstücke 1–17 (ungerade, Nordseite) sind als Forst angegeben und 2–18 (gerade) an der Südseite als unbebaut (Baustellen). Sie wurde 1933 in einem Viertel mit Straßennamen nach Kämpfen im Ersten Weltkrieg benannt und im Zuge der Veränderung von Straßennamen mit monarchistischen oder militaristischen Ursprung 1951 durch den Magistrat von Ost-Berlin umbenannt.                       |
| Lorettostraße                     | Loretto, Bergrücken in Nordfrankreich, Ort der Lorettoschlacht                                                                                              | 18. Jan. 1936 | 31. Mai 1951    | → Hollstraße                  | Nach Bebauungsplan schon um 1920 als Straße 55 trassiert und angelegt, erfolgte für die Siedlungsstraße 1936 mit der Bebauung auch die Benennung. Die Straße lag in einem Viertel, in dem die Straßen nach Kämpfen im Ersten Weltkrieg benannt wurden, und 1951 im Zuge der Veränderungen von Straßennamen mit monarchistischem und militaristischen Ursprungs wurde sie umbenannt. Im Jahre 1937 ist die Lorettostraße im Adressbuch von der Longwystraße zur Genossenschaftsstraße mit den Siedlungshäusern 1–33 (ungerade) und 2–32 (gerade) aufgeführt. Auf dem Grundstück 19/21 liegt eine Grünfläche.1937/6082 |
| Metzer Straße                     | Metz, Stadt in Frankreich. Von 1871 bis 1918 gehörte Metz als Hauptstadt Lothringens zum Deutschen Reich.                                                   | 18. Juli 1891 | 31. Mai 1951    | → Thomas-Müntzer-Straße       | Sie gehört zu den ersten seit 1880 in Adlershof angelegten Straßen. Die Bebauung begann östlich von der Bismarck- zur Radickestraße gelegen. Die Benennung erfolgte zur Erinnerung an die für die deutschen Truppen siegreichen Schlachten um Metz im Deutsch-Französischen Krieg 1870/71. Die Straße wurde im Zuge der Veränderungen von Straßennamen, die monarchistischen oder militaristischen Ursprungs waren, umbenannt. Im Adressbuch 1922 sind die Wohnhäuser in Hufeisennummerierung aufgeführt und von den 18 Grundstücken sind acht noch nicht bebaut. |
| Moltkestraße                      | Helmuth Karl Bernhard von Moltke (1800–1891), „Moltke der Ältere (d. Ä.)“, preußischer Generalfeldmarschall                                                 | 16. Jan. 1889 | 26. Sep. 1929   | → Anna-Seghers-Straße ab 1984 | Die Moltkestraße führte im Bebauungsplan von der Radickestraße zur zunächst geplanten Straße IV (zwischen Adlergestell und Moissistraße). 1929 wurde sie in die Volkswohlstraße einbezogen. Im Adressbuch 1922 ist die Moltkestraße (Südseite) von Volkswohl- über Verlängerte Wald-, Verlängerte Feldherrn-, Lilienthal-, Bismarck-, Abt-, Poladowsky- zur Radickestraße mit Baustellen und weiter mit den bebauten Grundstücken 1–11 (fortlaufend) über Auguste-Victoria- und Oppenstraße zum Glienicker Weg. Auf der Nordseite rücklaufend 12–19 (fortlaufend), davon 17, 18, 19 bebaut. Weiter ab Radickestraße mit Baustellen über Schneckenburger, Bismarck-, Verlängerte Feldherrn-, Verlängerte Waldstraße zum Forst. Die Straße wurde 1929 in die Volkswohlstraße einbezogen.                                                                                    |
| Oppenstraße Oppenplatz            | Hans Ludwig Waldemar Oppen von Huldenberg (1837–1901), Grundbesitzer, Kommunalpolitiker, letzter Gutsbesitzer Adlershofs                                    | 1887          | 24. Aug. 1962   | → Otto-Franke-Straße          | Der Straßenlauf war 1887 als Oppenstraße am Südostrand der Ortslage angelegt worden. Im Adressbuch 1922 liegt die Oppenstraße zwischen Adlergestell und Kaiser-Friedrich-Straße mit den Grundstücken 1–45 und rücklaufend 46–65 ausgewiesen. Insbesondere befinden sich Baustellen an der Straße. An der Westseite zur Roonstraße (52–58) stehen Mehrfamilienhäuser, an der Südseite steht eine Verzinkerei (3–5), die Filzfabrik Adlershof (6/7) und ein Wohnhaus (Nr. 16 am Durchgang zum Glienicker Weg). Im Adressbuch 1943 ist die Oppenstraße in Wechselnummerierung aufgeführt, 1–105 (ungerade) und 2–104 (gerade) von der Zinsgutstraße zum Adlergestell. Mit Mehrfamilienhäusern bebaut und noch wenigen Baustellen. An der Oppenstraße bestand der Oppenplatz.                                                                                                 |
| Peter-Kast-Straße                 | Peter Kast (eigtl. Preißner, Carl) (1894–1959), Metallarbeiter, Schriftsteller                                                                              | 24. Juni 1960 | 1. Jan. 1992    | → Radickestraße               | Die Radickestraße ist eine der ältesten Straßen und liegt in Adlershof-Süd. Im Jahre 1960 wird sie nach dem 1959 verstorbenen Kast benannt, der mit seiner Familie in Adlershof gelebt hat. Er war Redakteur von Die Rote Fahne und im Spanischen Bürgerkrieg Mitglied der Internationalen Brigaden. In der DDR war er als freier Journalist und Schriftsteller, so auch für DEFA-Filme, tätig. Die Straße erhielt 1992 ihren alten Namen zurück. |
| Posadowskystraße                  | Arthur von Posadowsky-Wehner (1845–1932), Politiker | um 1910       | 31. Mai 1951    | → Weerthstraße                | Auf der Amtsfläche Süßer Grund wurde um 1910 die Posadowskystraße angelegt. Im Haus 1 befand sich in den 1920er bis 1940er Jahren das Standesamt des Ortes. Um 1920 waren erst die Grundstücke 1 (s.a Adlergestell 28), 4 (Ecke Moltkestraße) und 6 (s. a.Süßer Grund 1) mit Mehrpartenhäusern bebaut. Zudem bestand Hufeisennummerierung. Im Adressbuch 1943 ist die Straße linke Seite (ungerade) Süßer Grund und rechte Seite (gerade) Adlergestell bis Volkswohlstraße aufgenommen. Grundstück 1 (links) existiert nicht, das Wohnhaus 3/5 ist Süßer Grund 1 verbunden und auf der rechten Seite Nr. 2 mit Adlergestell 263. Die Grundstücke 4–8 ist noch unbebaut. Die Umbenennung 1951 durch den Magistrat von Ost-Berlin erfolgte im Zusammenhang mit der Rolle von Posadowsky-Wehner als Innenstaatssekretär während der Sozialistengesetze in den 1890er Jahren. |
| Roonstraße                        | Albrecht von Roon (1803–1879), preußischer General und Minister                                                                                             | 16. Jan. 1889 | 31. Mai 1951    | → Moissistraße                | Die als Eichenallee angelegte Straße war dem Bebauungsplan von 1889 zufolge von der Radickestraße bis zur Straße V (später Glienicker Weg) vorgesehen. 1922 ist die Roonstraße im Adressbuch mit Wohnbauten in Hufeisennummerierung 1–11 zur Oppenstraße und zurück 12–18 aufgenommen, bebaut sind 8, 9, 17a und 18 mit Mehrfamilienhäusern, Roonstraße 16 ist die Schule, 17 der Lagerplatz eines Baugeschäftes. Die Roonstraße wurde im Zuge der Veränderungen von Straßennamen, die monarchistischen oder militaristischen Ursprungs waren, durch den Magistrat von Ost-Berlin umbenannt. |
| Schwarzer Weg                     | Schwarzer Weg heiß üblich ein genutzter, meist unbenannter Verkehrsweg                                                                                      | überliefert   | 1. Mai 2000     | → Süßer Grund                 | Der Weg war mit keinem Straßenschild versehen, aber wurde in aktuellen Straßenverzeichnissen aufgeführt. Mit dem Neubau von Siedlungshäusern an der Trasse wurde der Name der vormaligen Amtsfläche am Adlergestell (seit Ende der 1940er Jahre Platz der Befreiung) als für Adlershof charakteristische Bezeichnung wieder aufgenommen. |
| Sedanstraße                       | Sedan, Stadt in Nordfrankreich, Kriegsschauplatz im Ersten Weltkrieg                                                                                        | um 1892       | 23. Nov. 1933   | → Florian-Geyer-Straße        | Die Sedanstraße wurde um 1892 im Süden des Ausbaugebiets der Landgemeinde Adlershof zwischen der zentralen Bismarck- und der Waldstraße angelegt. 1933 wurden die Straße 53, der Kleingartenweg und die Sedanstraße im Zusammenhang mit Benennungen nach Schlachtenorten des Ersten Weltkrieges in Arrasstraße umbenannt. Ein Grund der Umbenennung dürfte die Vielzahl von Sedanstraßen mit der Bildung von Groß-Berlin gewesen sein. 1951 folgte die letztliche Benennung im Rahmen der Entmilitarisierung durch den Magistrat von Ost-Berlin. |
| Verlängerte Feldherrnstraße       | Feldherren, Heerführer des Deutsch-Französischen Krieges 1870/71                                                                                            | 1889          | 1929            | → Altheider Straße            | Die Feldherrnstraße entstand in den 1880er Jahren und lag westlich der Dörpfeldstraße (damals Bismarckstraße) zwischen Waldstraße und Adlergestell. Durch die Einrichtung einer Freifläche wurde der durchgehende Verlauf gestört und der südliche Abschnitt erhielt die Bezeichnung Verlängerte Feldherrnstraße. 1922 liegen nach Adressbuch zwischen Adlergestell, Thelenstraße, Moltkestraße, Sedanstraße Baustellen, lediglich Ecke Sedanstraße ist das Grundstück 11 mit einem Mehrfamilienhaus bebaut. Die Umbenennung erfolgte 1929 in Altheider Straße. |
| Volkswohlstraße                   | Volkswohl, Synonym für Gemeinsinn | um 1920       | 31. Mai 1984    | → Anna-Seghers-Straße         | Die Namensvergabe entsprach dem Streben in der Weimarer Republik, sozialen Elementen eine größere Bedeutung zuzumessen. Anfangs war die Straße kürzer, sie endete etwa in Höhe der 1929 angelegten Silberberger Straße. Die Volkswohlstraße ist im Adressbuch 1922 aufgeführt. Auf der rechten Seite in Verlängerung der Moltkestraße am Erntedamm mit den Einfamilienhäusern (Eigentümer: Stadt Berlin) 1–21 über die Gemeinschaftsstraße hinweg. An der linken Seite liegen die Einfamilienhäuser 2–22 über die Eigenheimstraße hinweg zwischen Moltkestraße und Forst. Die Straße wurde 1929 mit der Moltkestraße vereinigt. |
| Winterbergreihe                   | Winterberg ist ein Schlachtort des Ersten Weltkrieges, nordwestlich von Reims (Frankreich), westlicher Abschluss des umkämpften Höhenzuges Chemin des Dames | 23. Nov. 1933 | 31. Mai 1951    | → Husstraße                   | Der Weg war vor der Benennung ein Privatweg in der Siedlung Am Adlergestell. Die Straße nach einem Schlachtfeld des Ersten Weltkriegs in einem Siedlungsgebiet mit gleichartigen Straßennamen benannt. 1951 erfolgte die Umbenennung im Zusammenhang mit der Änderung weiterer Straßennamen mit monarchistischen, militaristischen und nazistischen Ursprung hatten. |

## Weitere Örtlichkeiten von Adlershof

### Kleingartenanlagen
Die Kleingartenanlagen (KGA) nach Bundeskleingartengesetz werden durch den Kleingartenentwicklungsplan (KEP) als wesentlicher Bestandteil des Stadtgrüns in ihrer Bedeutung unterstrichen. Die Fortschreibung des KEP gibt Auskunft über die Bestandssicherheit der KGAn bis zum Jahr 2020.
- KGA ,Am Adlergestell‘ (09003, Am Adlergestell 181, Lage) ist eine fiktive Dauerkleingartenanlage[139] mit 161 Parzellen auf 66.162 m² landeseigenem Pachtland. In der Anlage gibt es fünf Dauerbewohner.
- KGA ,Ehrliche Arbeit‘ (09019, Büchnerweg/Moissistraße, Lage) besitzt 20 Parzellen auf 5.117 m² landeseigenem Pachtland. Die Anlage ist nur zeitlich gesichert[140], da die Fläche für eine Schulerweiterung vorgesehen ist.
- KGA ,Fortschritt‘ (09028, Am Adlergestell 153, Lage), diese Anlage ist für sechs Parzellen auf 2455 m² landeseigenem Pachtland als dauerhaft[139] und für 30 Parzellen auf 12.772 m² privatem Pachtland nur zeitlich gesichert.[140]
- KGA ,Lange Gurke‘ (09054, Zinsgutstraße 49c, Lage) ist eine für 37 Parzellen dauerhaft gesicherte Kleingartenanlage[139] auf 17.100 m² landeseigenem Pachtland.
- KGA ,Teltowkanal III‘ (09081, Köpenicker Straße 69, Lage) liegt auf 83.738 m² landeseigenem Pachtland mit 155 Parzellen, davon 35 Dauerbewohnern, als Dauerkleingartenanlage.[139]
- KGA ,Wendenheide‘ (09091, Friedlander Straße 81, Lage) ist nur eine bedingt gesicherte Anlage und besitzt auf 15.933 m² landeseigenem Land[140] mit 43 Parzellen und weiteren 23 Parzellen auf 15.343 m² privatem[141] Pachtland.

### Wohnsiedlungen
Wegen der Restriktionen des Bundeskleingartengesetzes haben sich seit den 1990er Jahren einige Kleingartenvereine entschlossen, die vormalige Kolonie oder Teile davon als Siedlung zu widmen, sodass die Flächen zu Bauland wurden und gegebenenfalls die vormaligen unter der Adresse der Anlage geführten Gartenwege zu amtlichen oder Privatstraßen gewidmet wurden. Außerdem gibt es schon längere Zeit bestehende Wohnsiedlungen die teilweise von Vereinen oder Genossenschaften organisiert werden.
- Am Adlergestell (Lage)
- Siedlung Wendenheide (Lage)
- Siedlung Gemeinschaftsstraße I („Holzhaussiedlung“) (Lage)
- Siedlung Genossenschaftsstraße I (Lage)
- Wohnanlage Zinsgutstraße (Lage)

### Grünanlagen, Gewerbestandorte und ausgewählte Bauwerke
- Köllnische Heide, Lage
- Landeseigener Friedhof Adlershof (Friedhofsentwicklungsplan 5056,[142] Lage), mit einer Fläche von 12,12 Hektar, wovon 4,21 Hektar keine pietätsbelasteten Flächen sind; sie sollen zu Wald oder Grünflächen umgewidmet werden.
- Friedhof Adlershof (Friedlander Straße 156) mit der Gedenkanlage für die gefallenen Kämpfer gegen den Kapp-Putsch von Hans Kies als Gartendenkmal.[143]
- Gewerbegebiete:
  - Aerodynamischer Park
  - Wissenschafts- und Wirtschaftsstandort Adlershof
  - Berlin-Chemie, Lage
  - Medienstandort Adlershof (Gelände des ehemaligen DFF und teilweise des Güterbahnhofs Adlershof) Lage

- Zwei Kirchen in der Handjerystraße